# Agáve
Agáve (Agave, patrně podle Agaué, jména matky Pentheovy, ze starořeckého agauós, znamenající proslulá, vznešená, úžasně krásná, obdivuhodná (rostlina) nebo ušlechtilá, urozená) je rozsáhlý rod sukulentních rostlin z čeledi chřestovitých (Asparagaceae). Některé z nich mají průmyslové využití – vyrábí se z nich vlákno sisal a z kmene modré agáve se pálí tequila. Z jiného druhu agáve se vyrábí pálenka mezcal. Naopak kvašením šťávy z agáví se vyrábí bělavý a mazlavý nápoj pulque, který není průmyslově vyráběn a je oblíben pouze mezi Indiány.[zdroj?]

## V češtině
Podle českých kodifikačních příruček je agáve buď neutrum, nebo femininum, v obou případech nesklonné, s tím, že v 7. pádě sg. umožňuje ASCS i NASCS (na rozdíl od akademické i školní verze PČP) i variantu s agávem. Internetová Příručka ÚJČ uvádí skloňované tvary i v plurálu.

## Rozšíření
Agáve přirozeně rostou především v Mexiku, ovšem najdeme je i v jižních a západních Spojených státech a Střední a Jižní Americe. Pěstované a zdomácnělé jsou však i jinde ve světě s odpovídajícím klimatem, např. ve Středomoří.

## Popis
Rostliny mají velkou růžici tlustých listů s ostnatým okrajem, končících obvykle dalším ostnem. Robustní kmen je obvykle krátký, takže listy vypadají, jakoby vyrůstaly přímo z kořene.
Každá růžice roste pomalu a kvete pouze jedenkrát. Během kvetení ze středu rostliny vyraší vysoký kmen („stožár“) s květy na konci. Poté, co se z něj vyvinou plody se semeny, rostlina odumře, přežívají ale přírůstky, které volně vyrůstají ze základny kmene.
Agáve jsou blízce příbuzné liliím a nepatří mezi kaktusy.

## Druhy
Existuje velké množství druhů agáví.

## Galerie

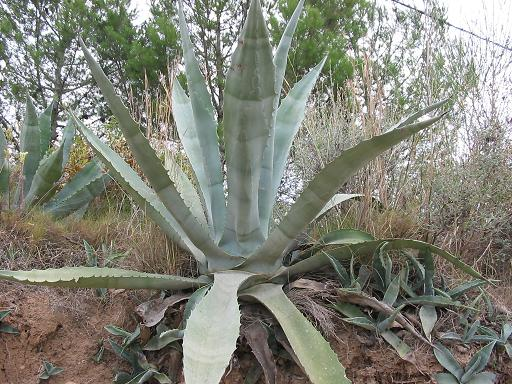
Agave americana
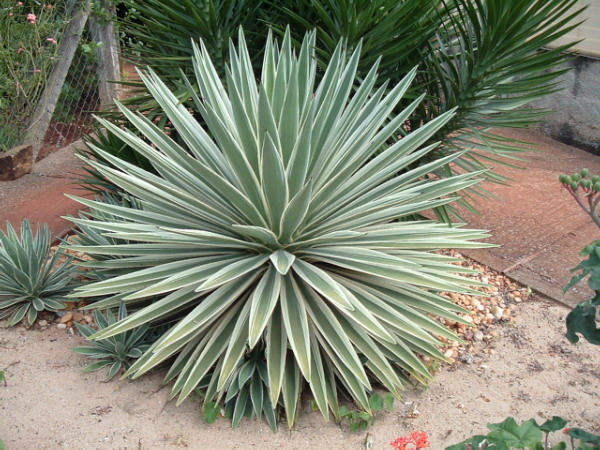
Agave angustifolia
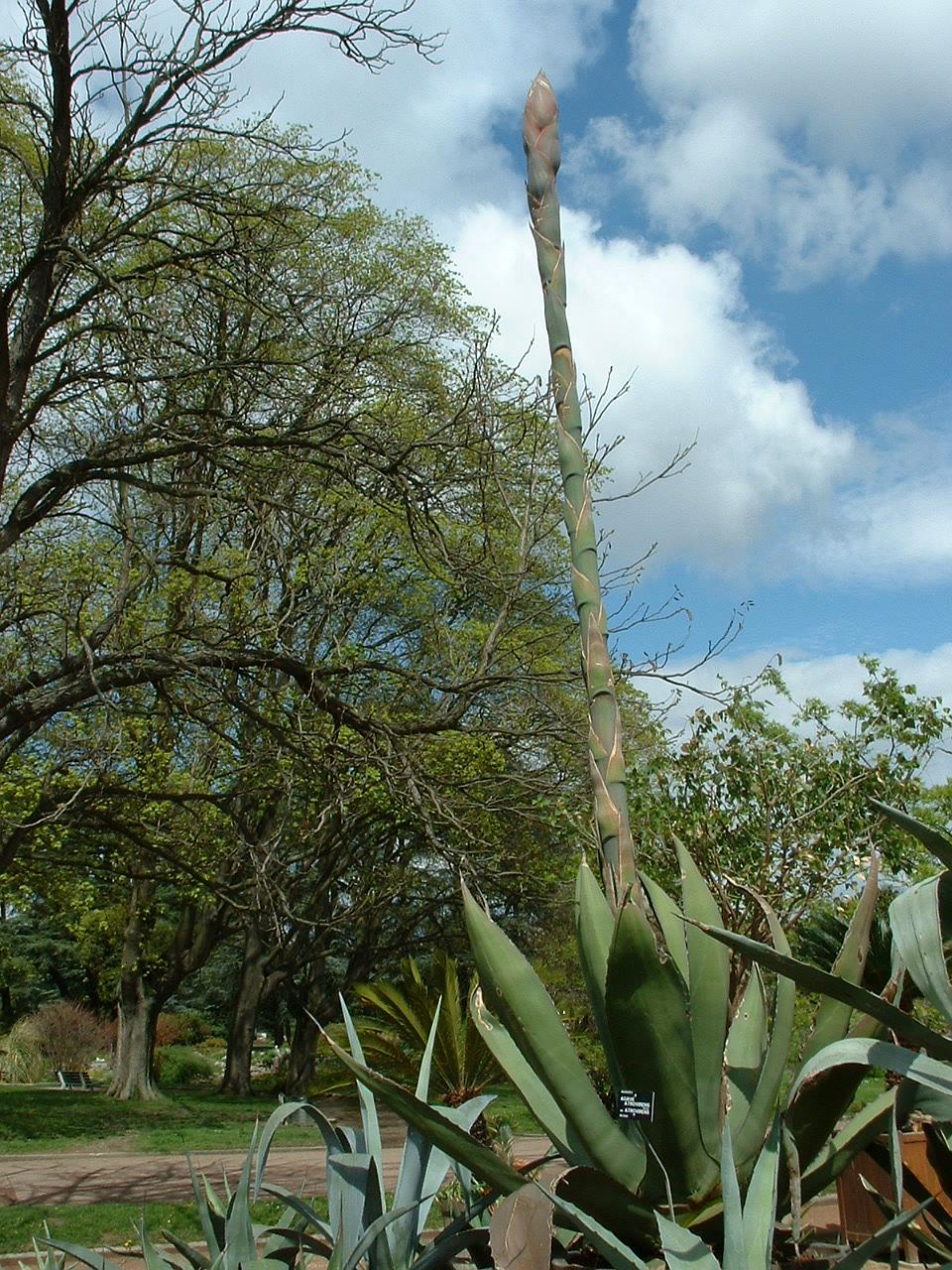
Agave atrovirens
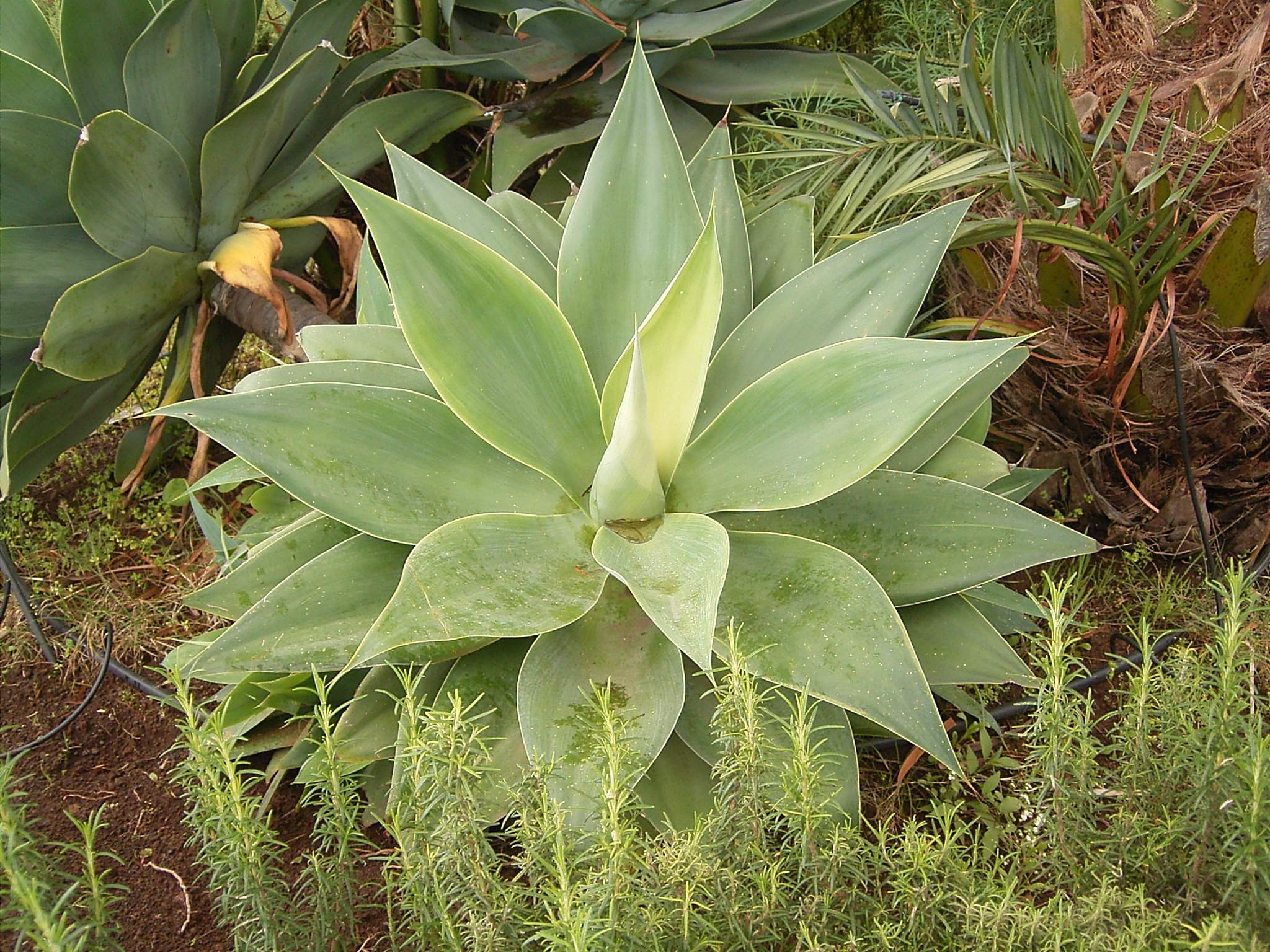
Agave attenuata
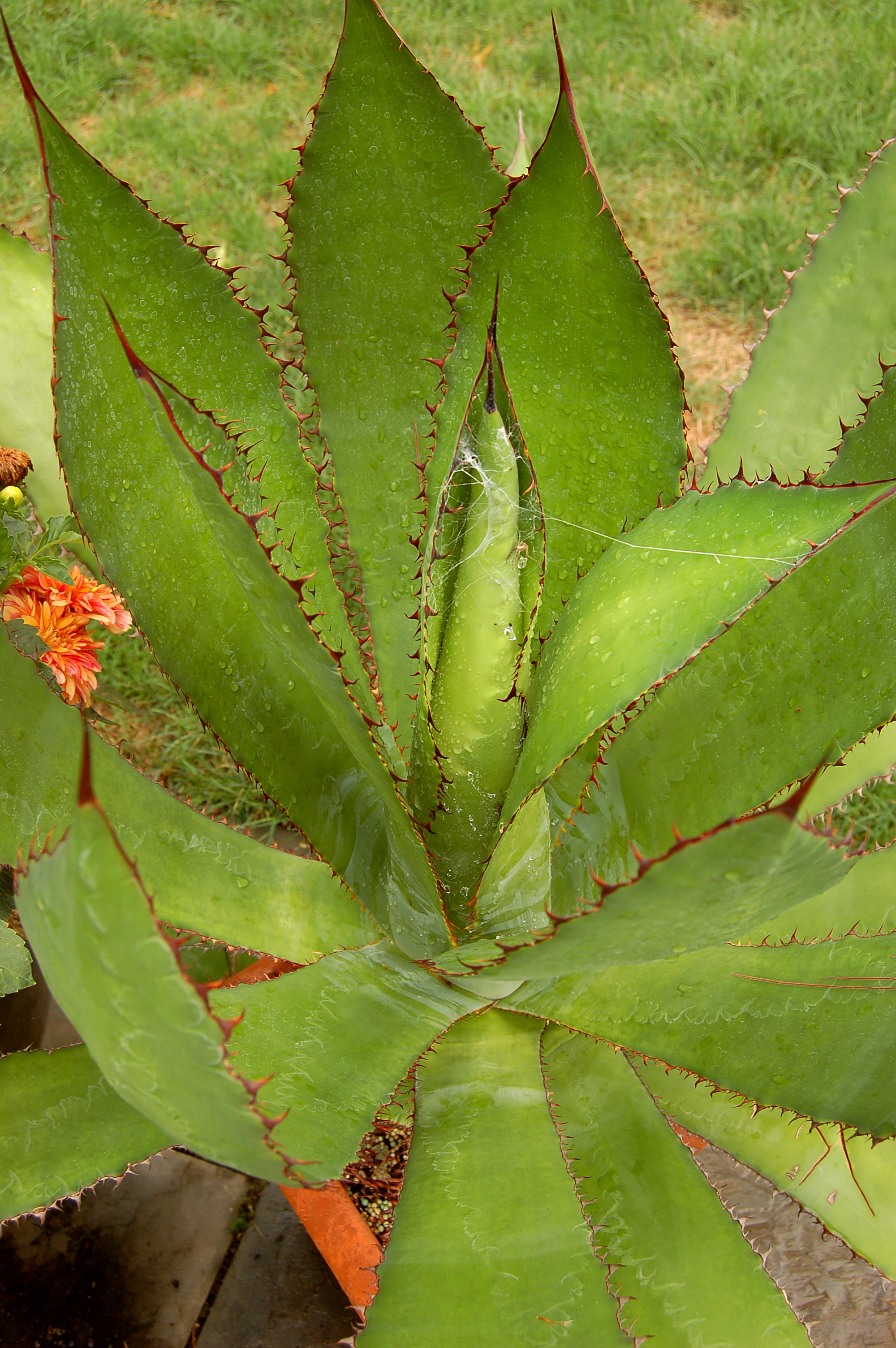
Agave bovicornuta
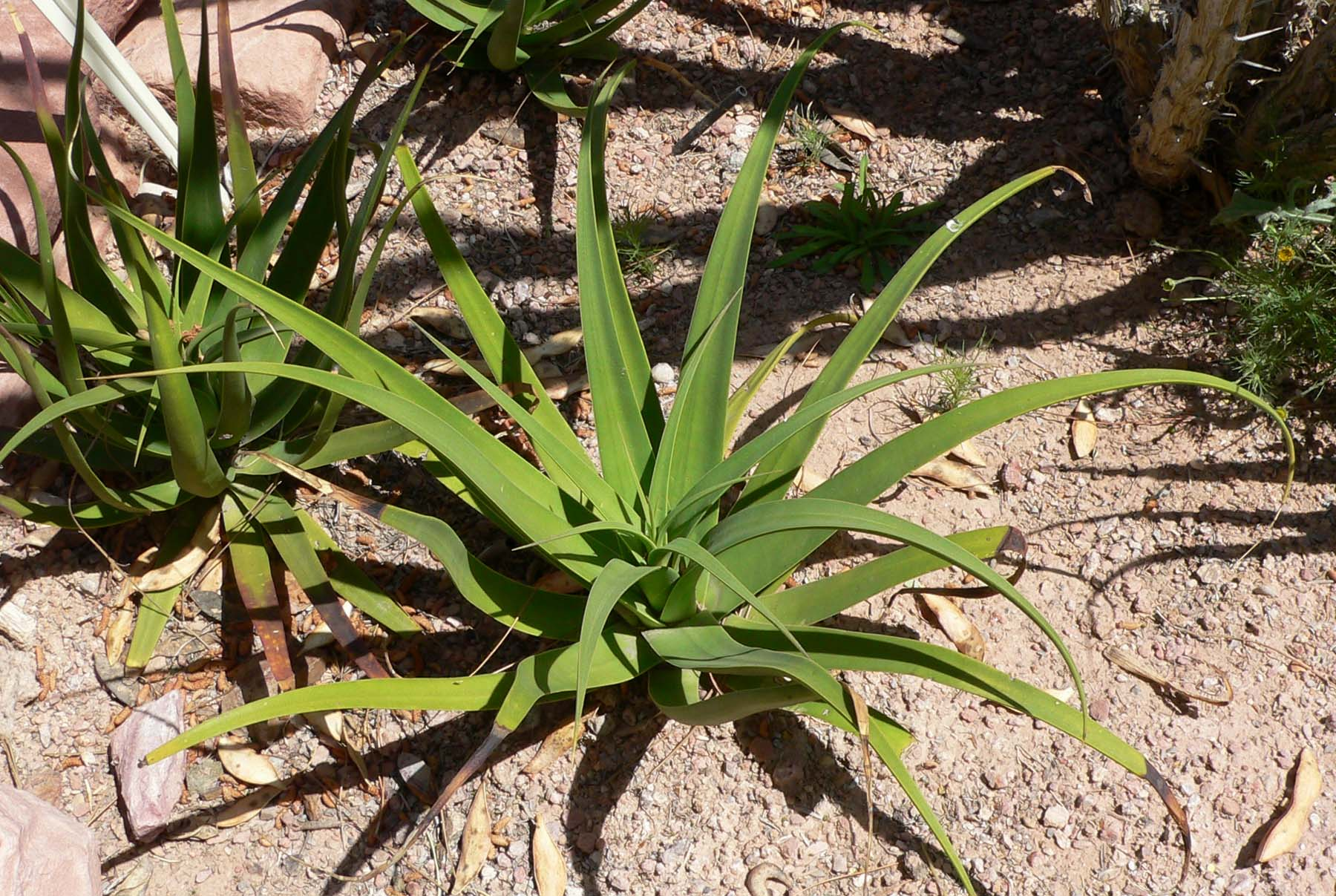
Agave bracteosa
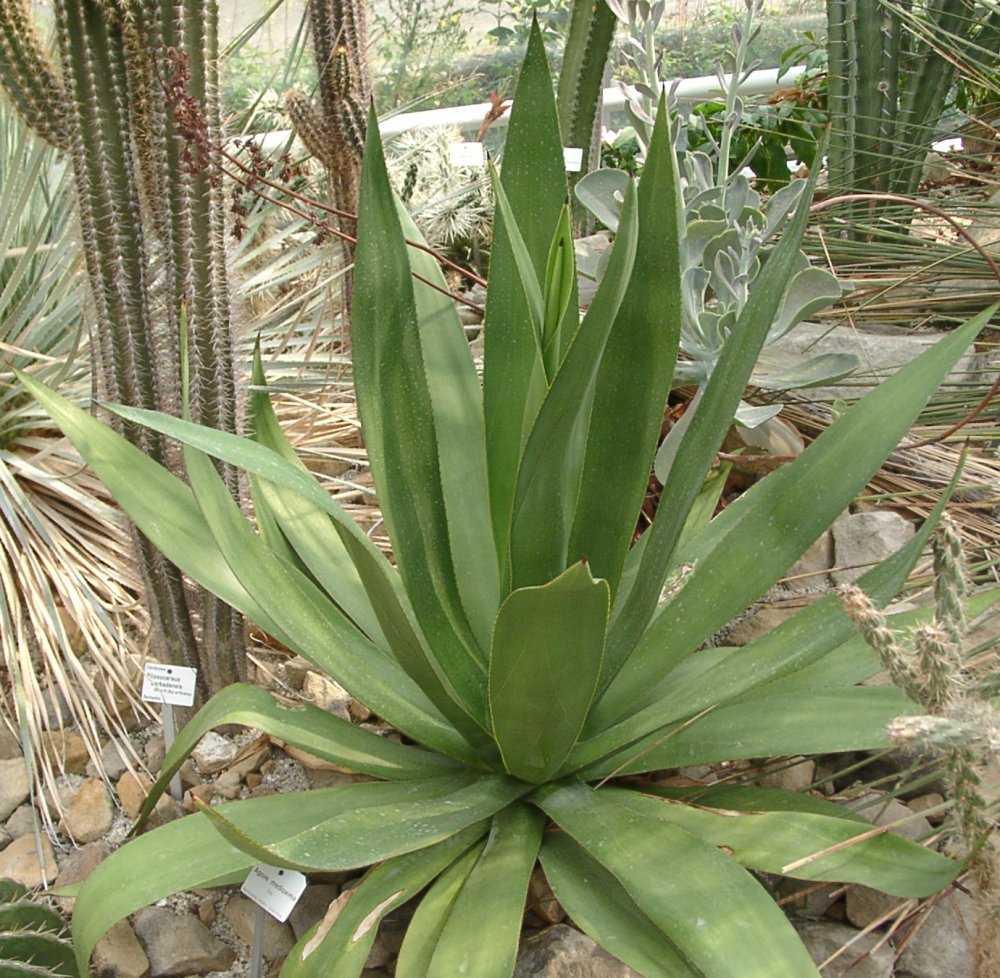
Agave caribaeicola
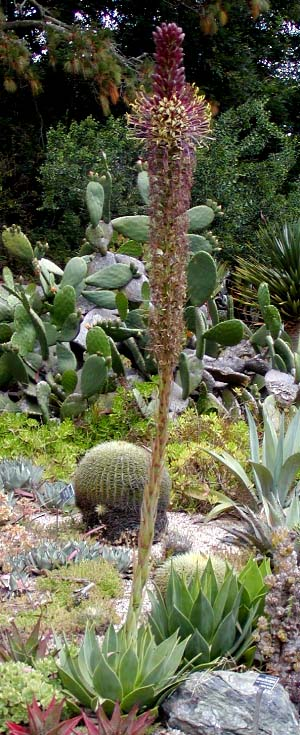
Agave chiapensis
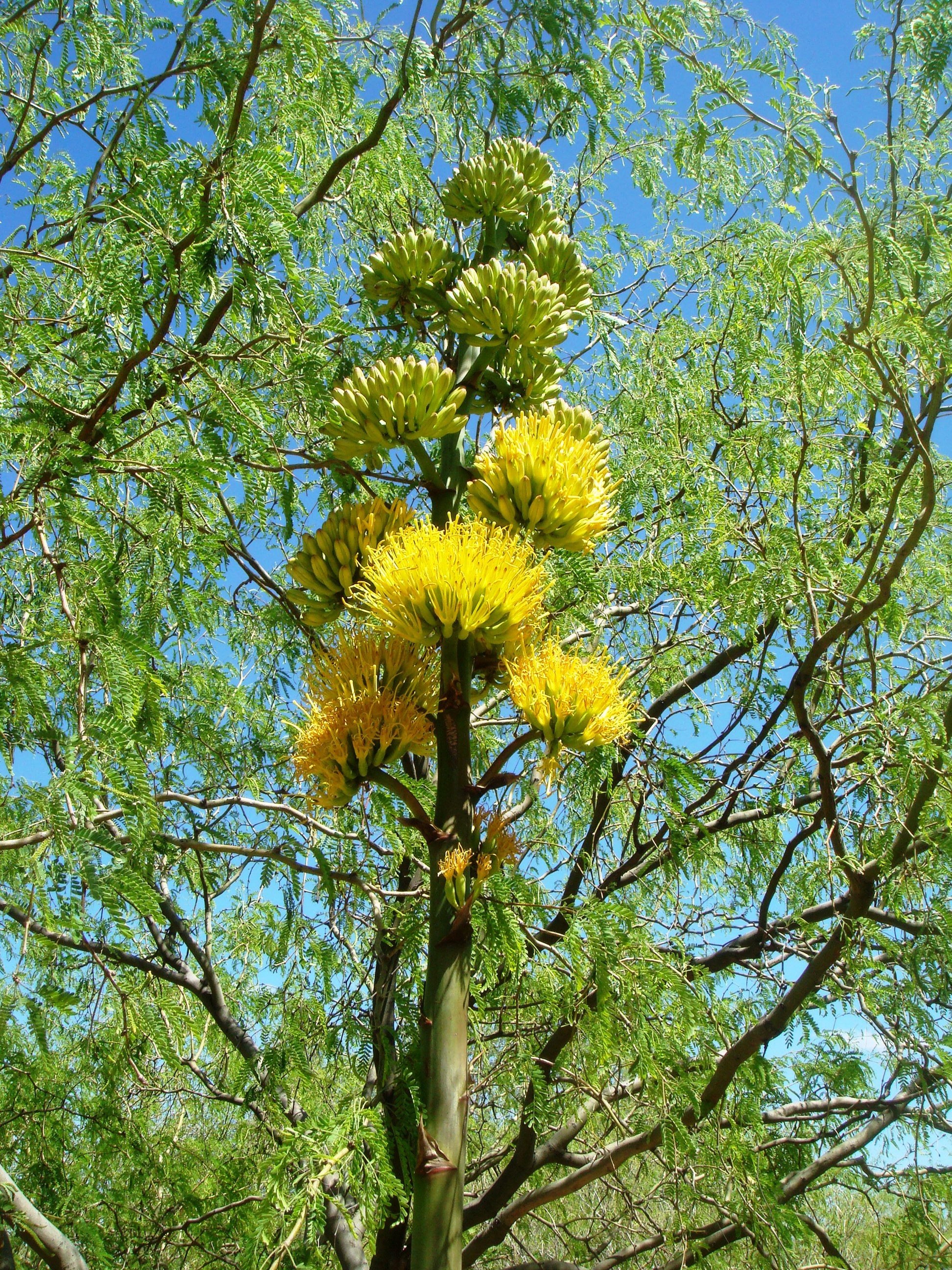
Agave chrysantha
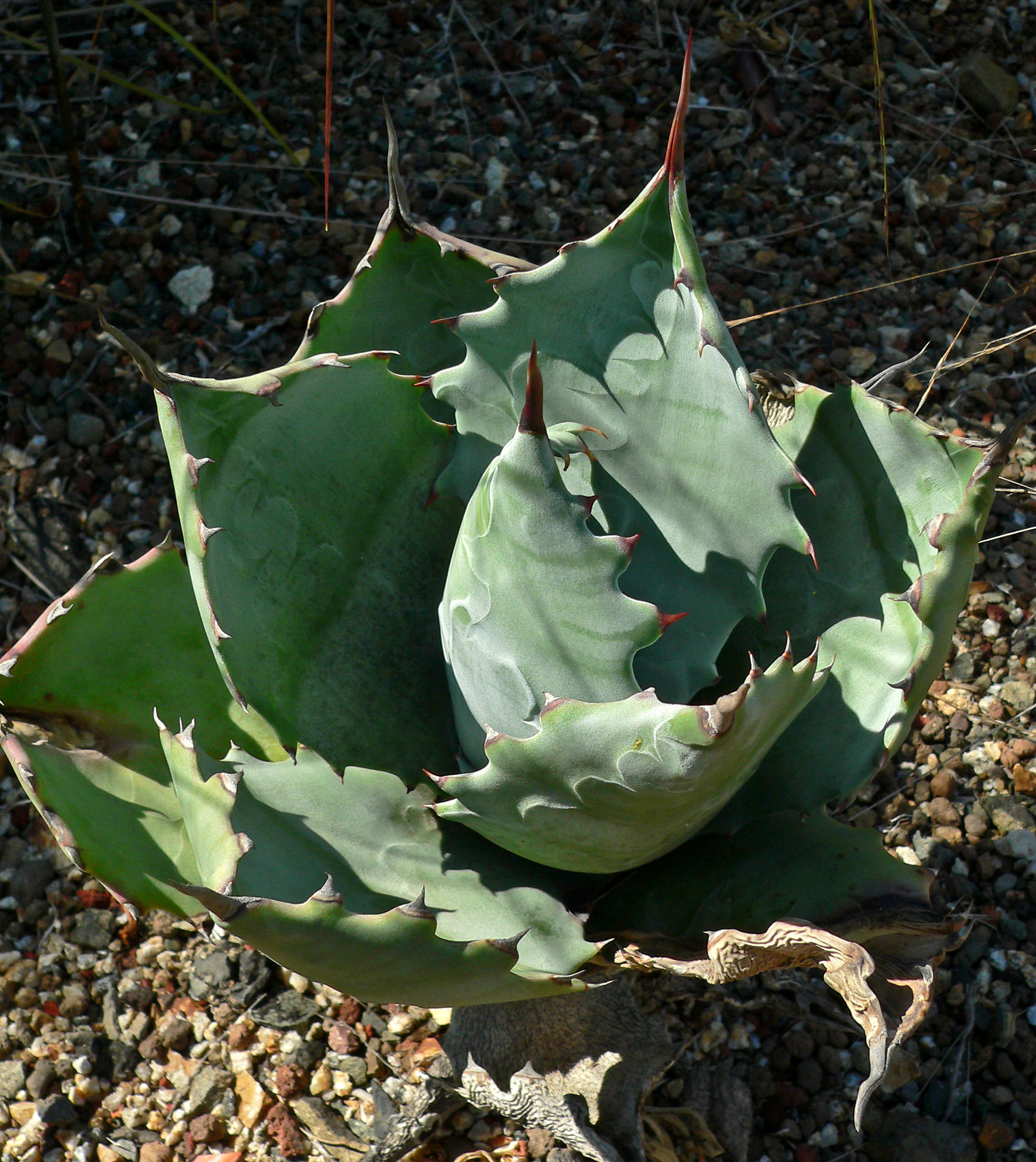
Agave colorata
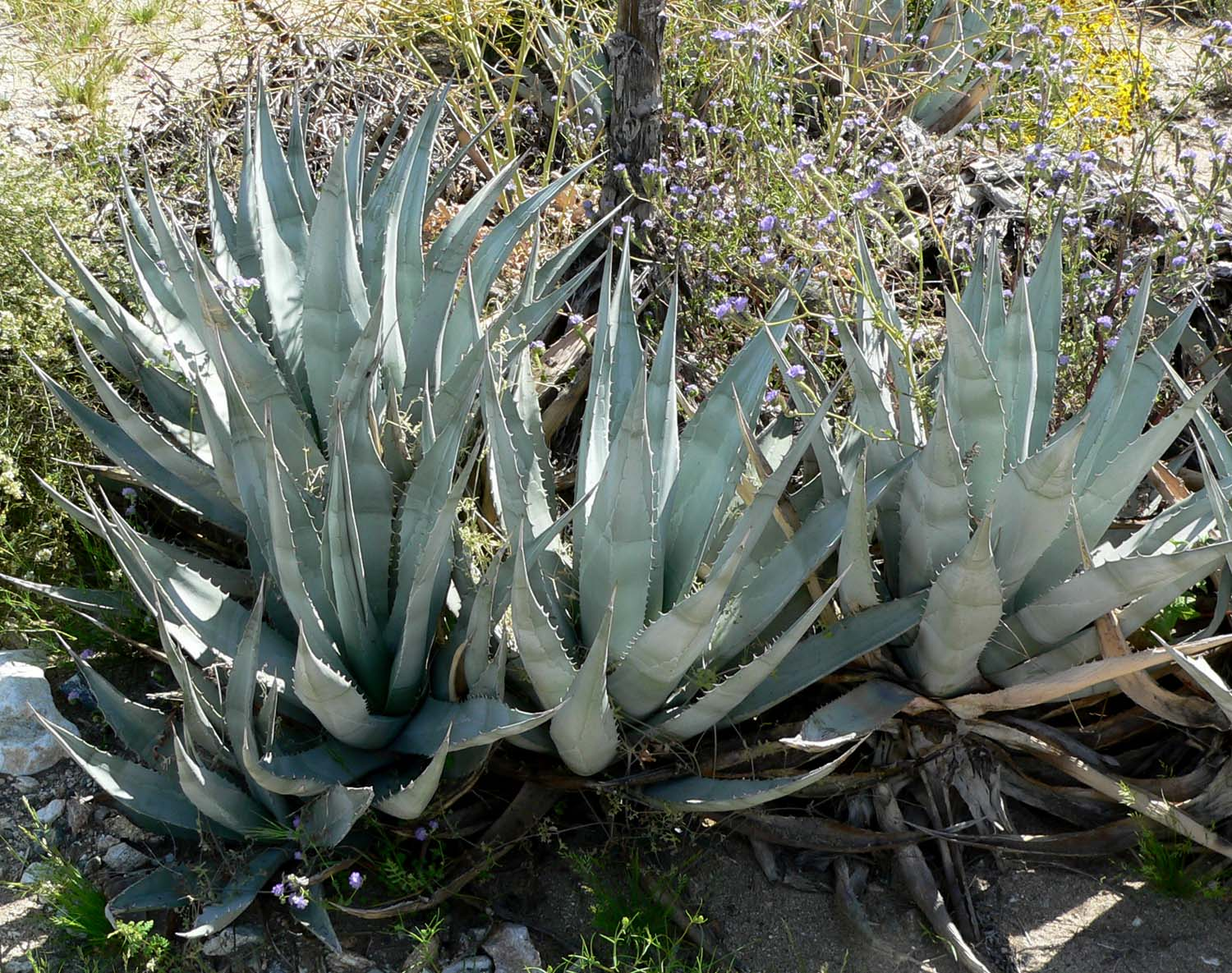
Agave deserti
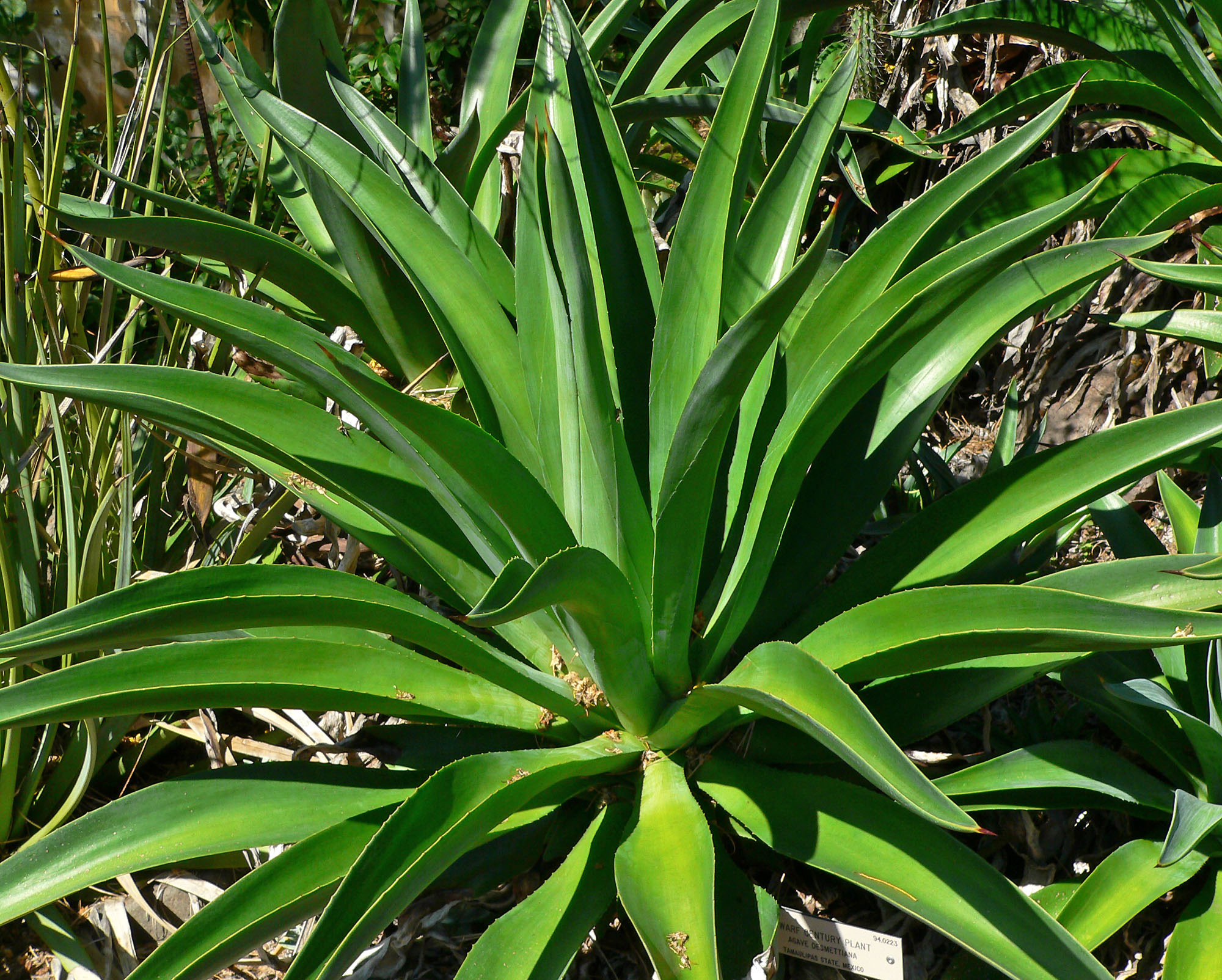
Agave desmettiana
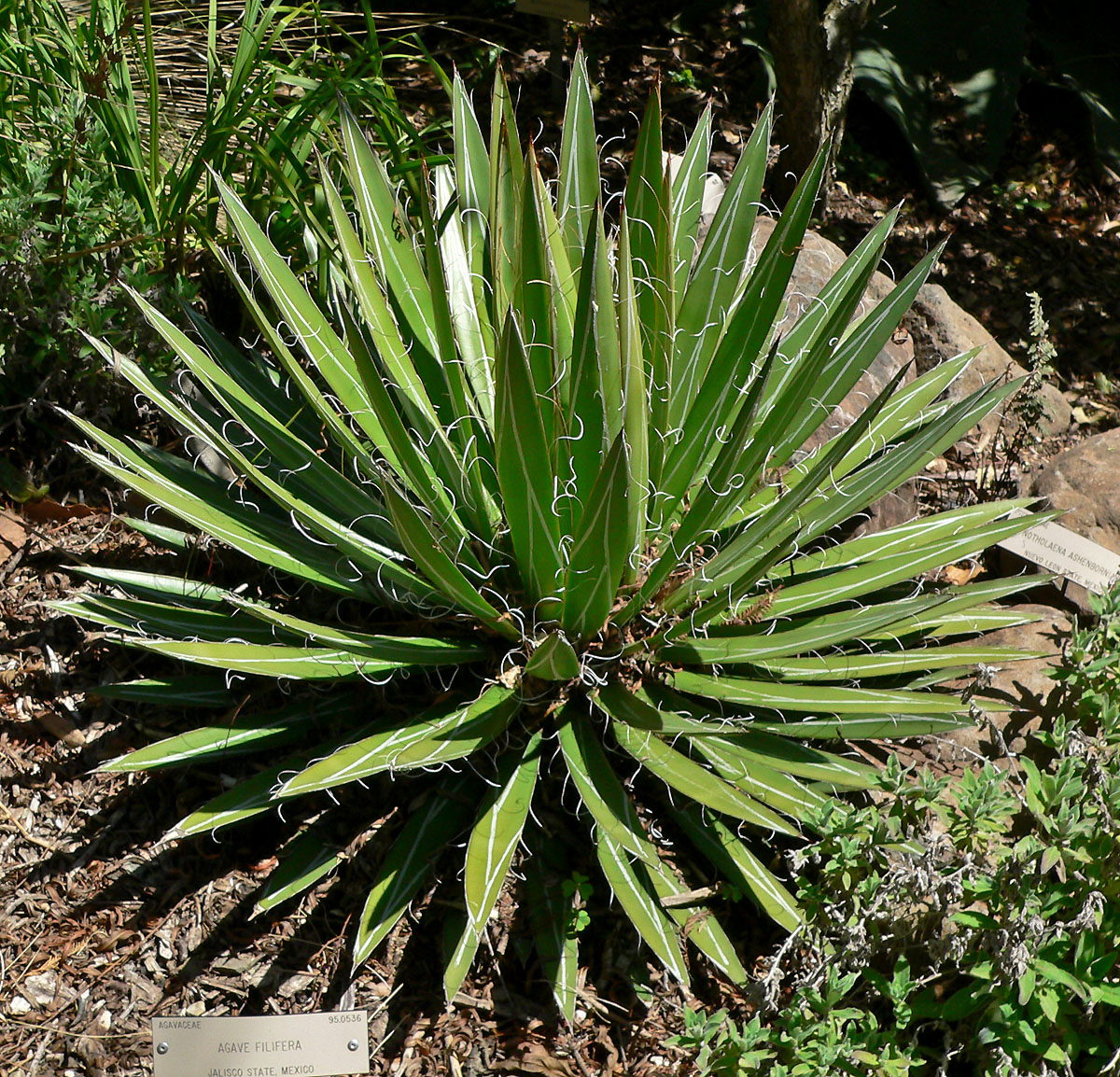
Agave filifera
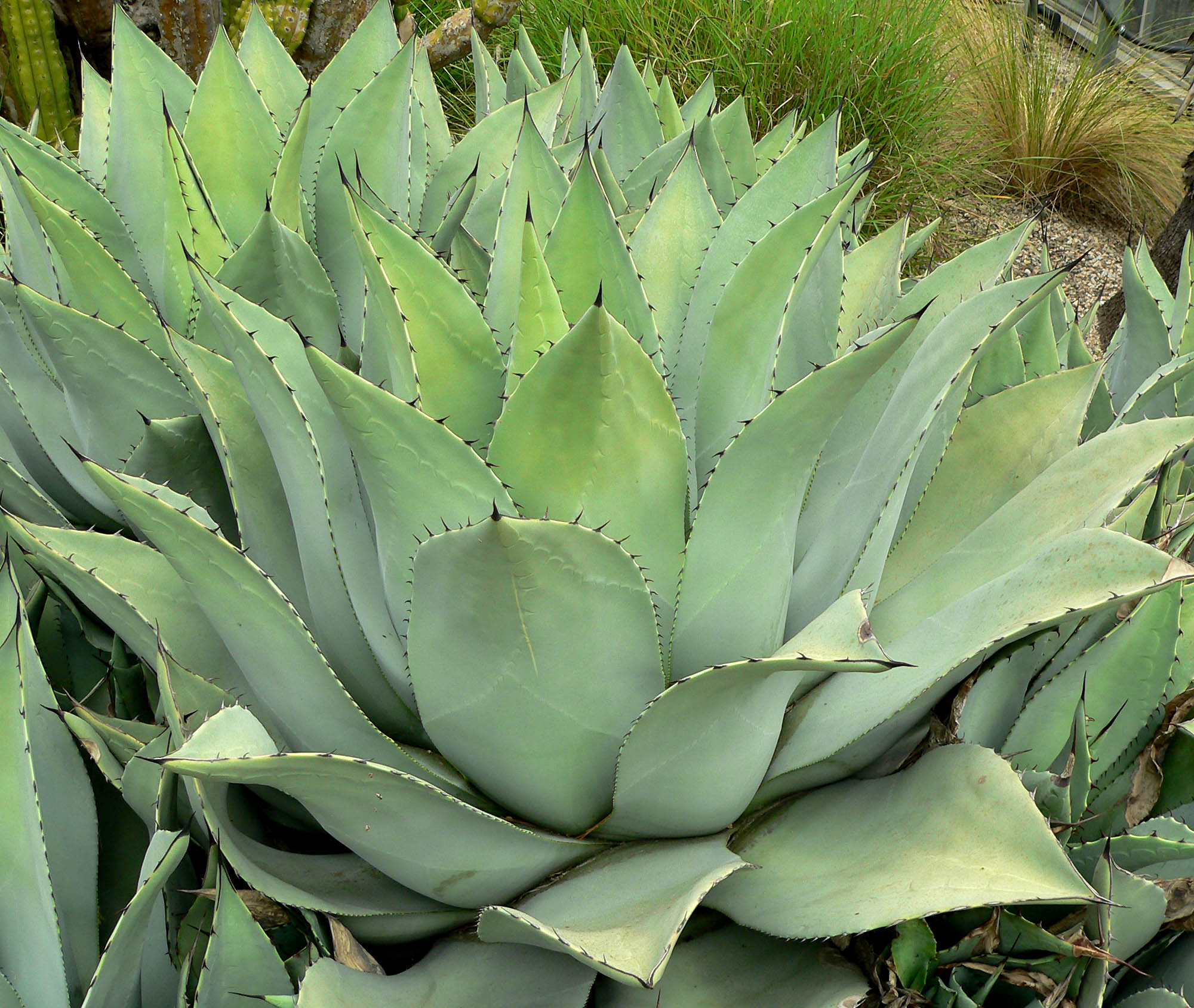
Agave flexispina
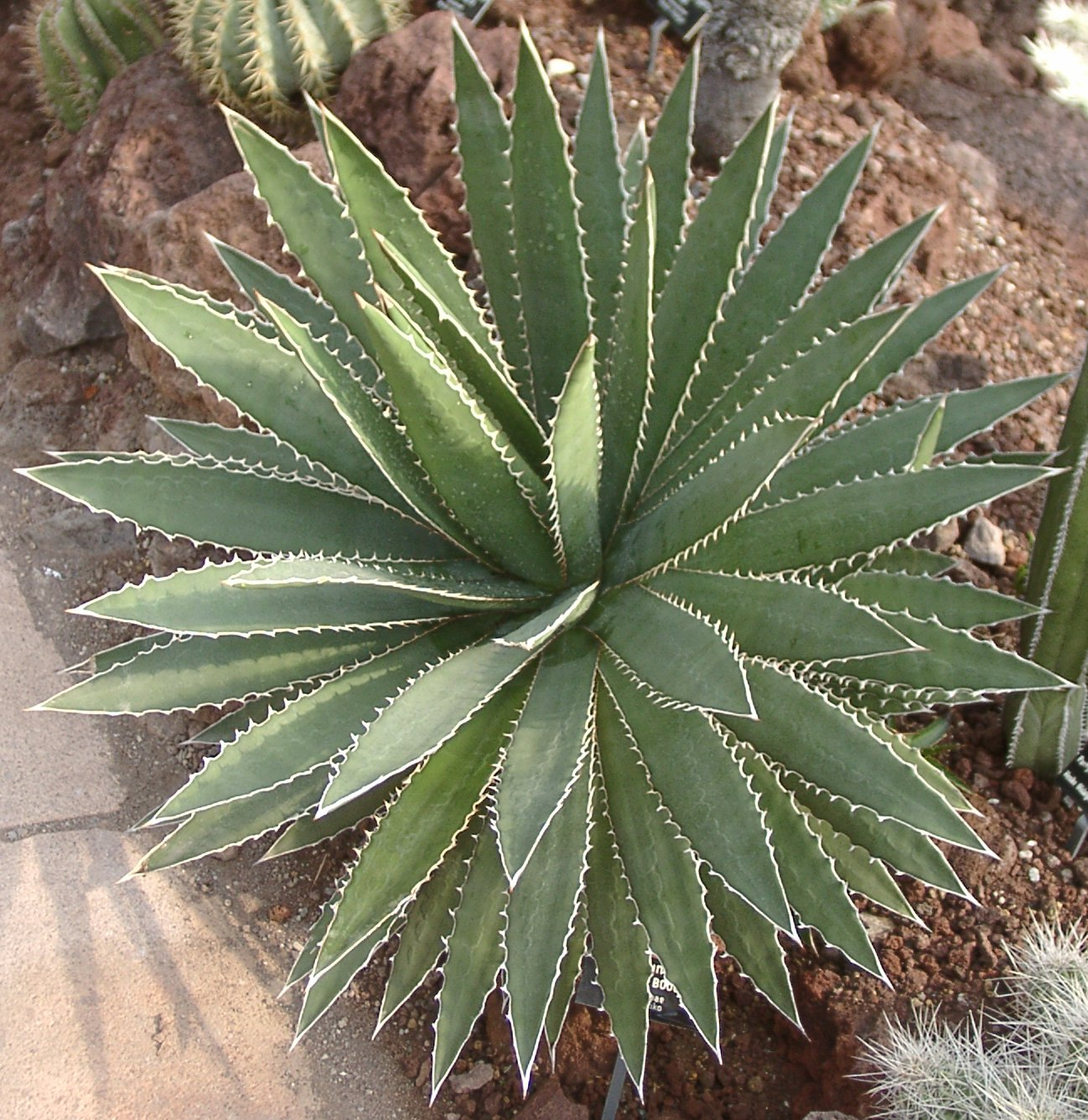
Agave funkiana
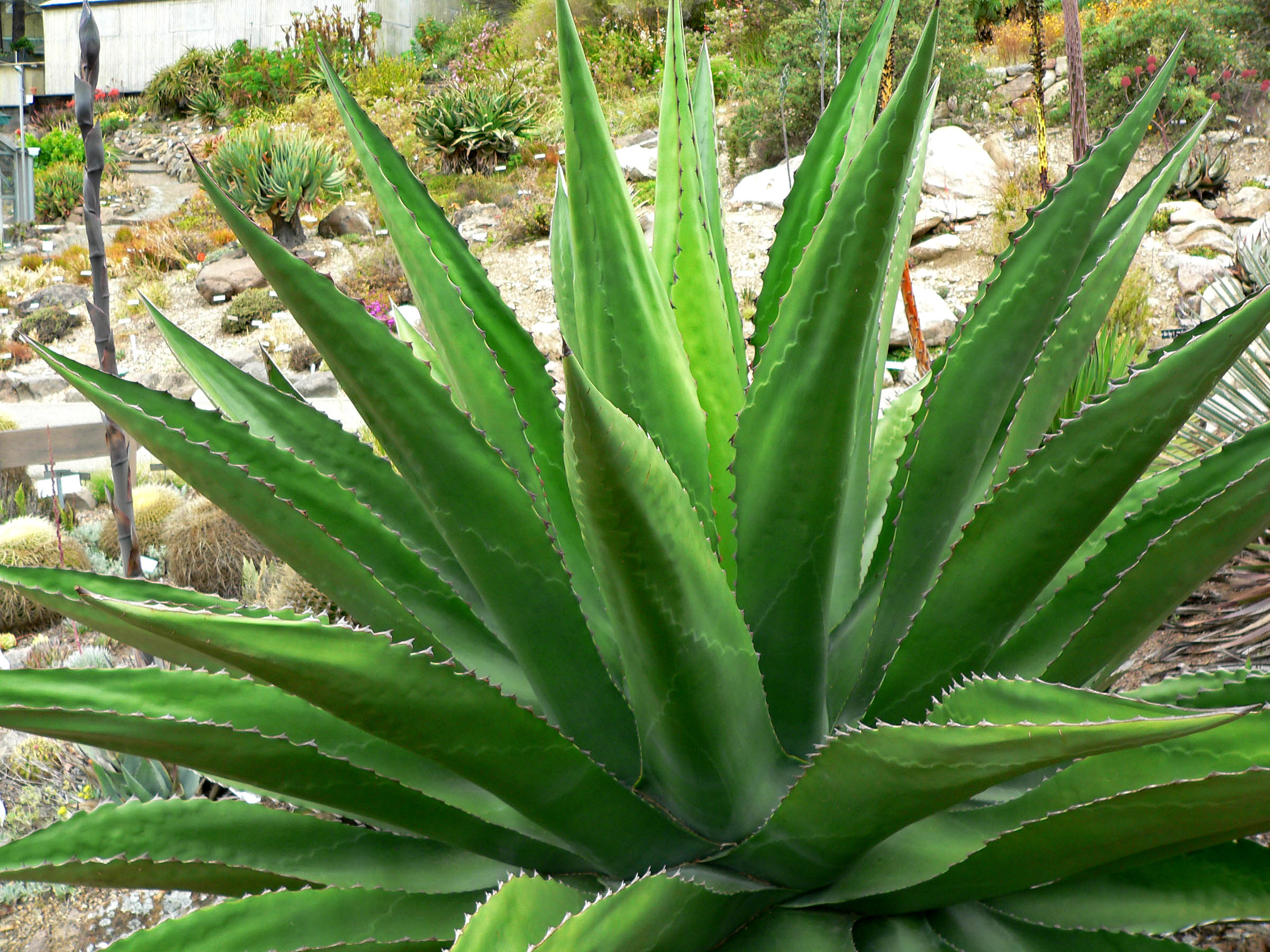
Agave gentryi
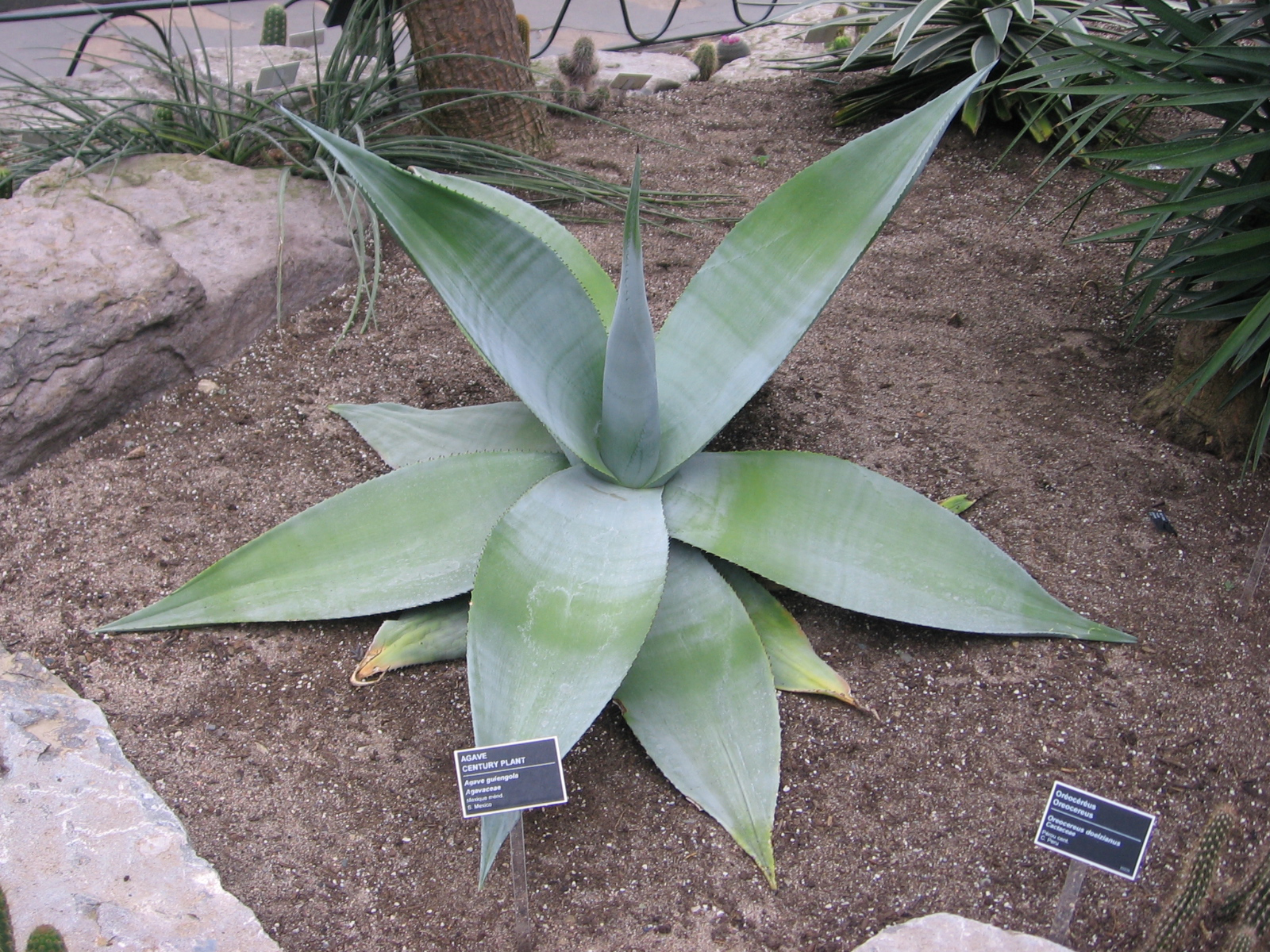
Agave guiengola
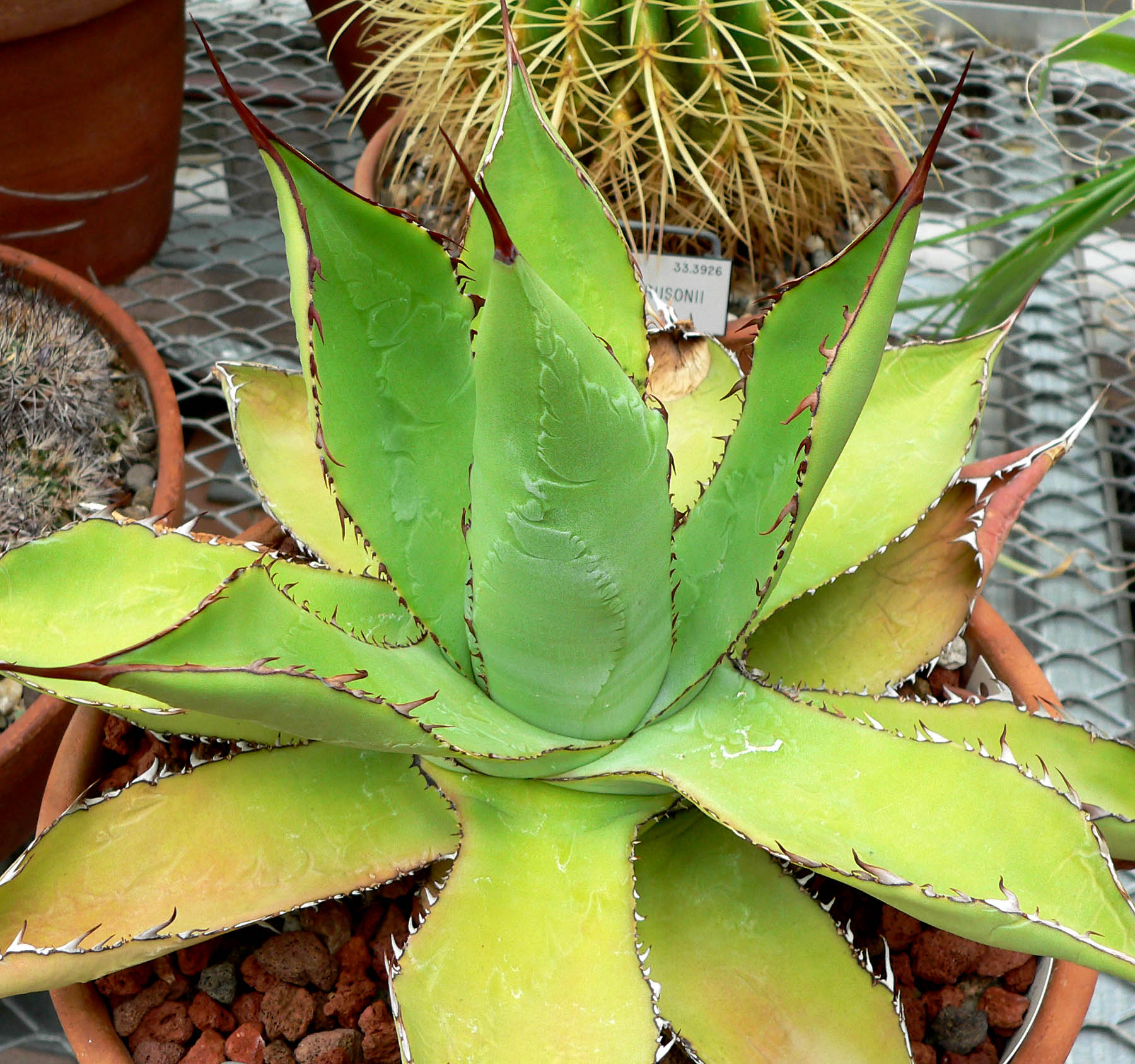
Agave guadalajarana
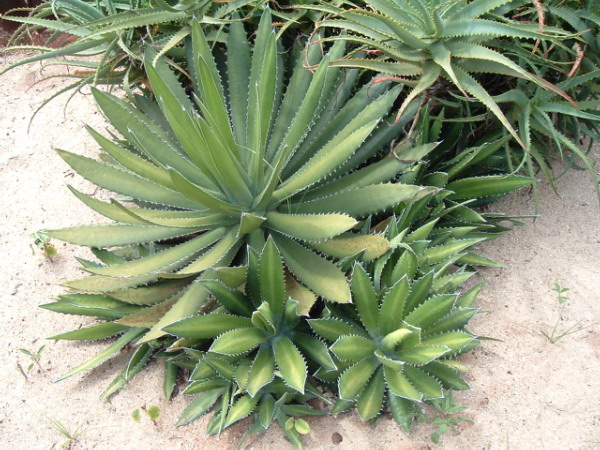
Agave horrida
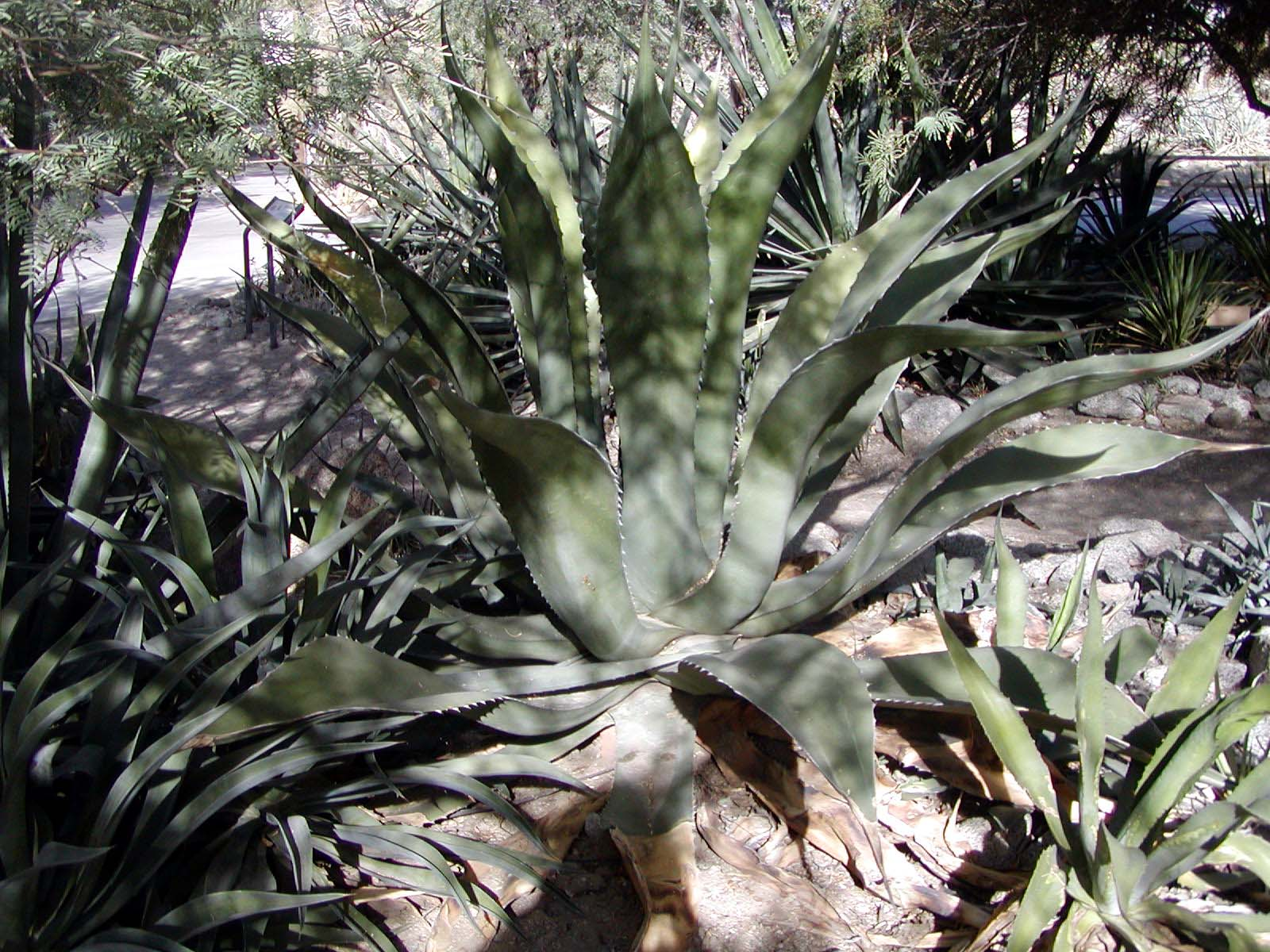
Agave inaequidens
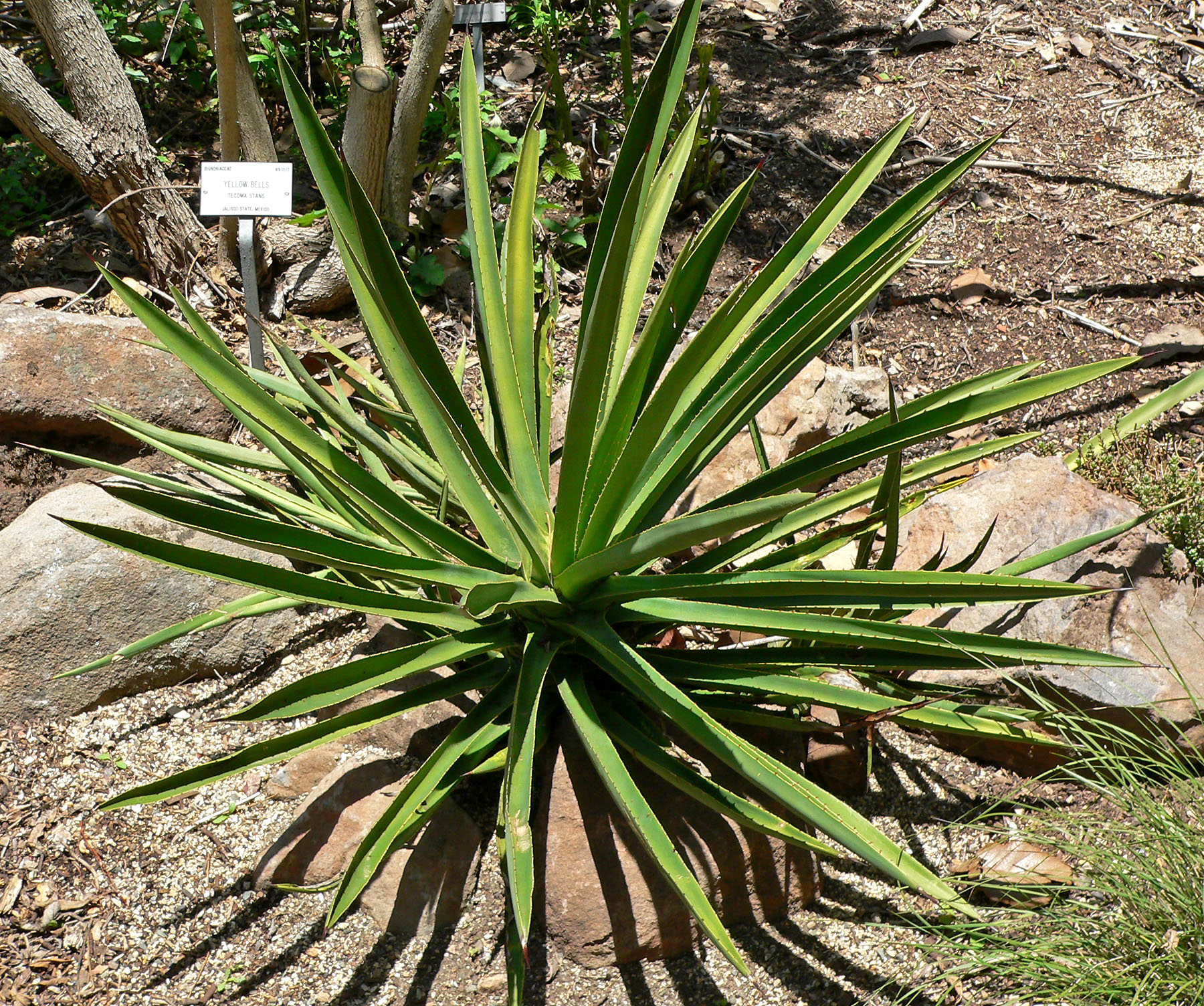
Agave karwinskii
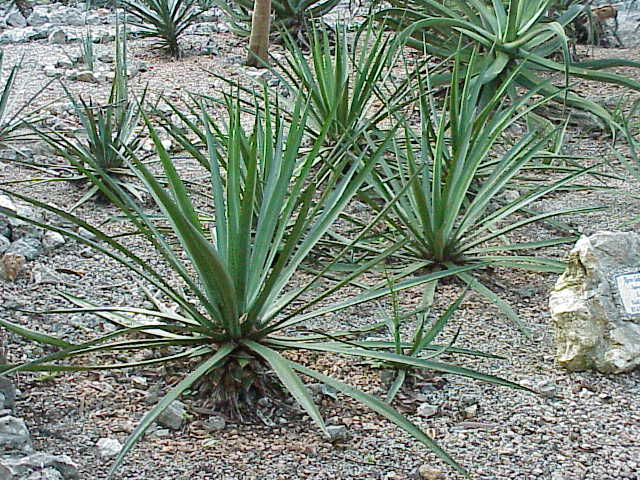
Agave lechuguilla
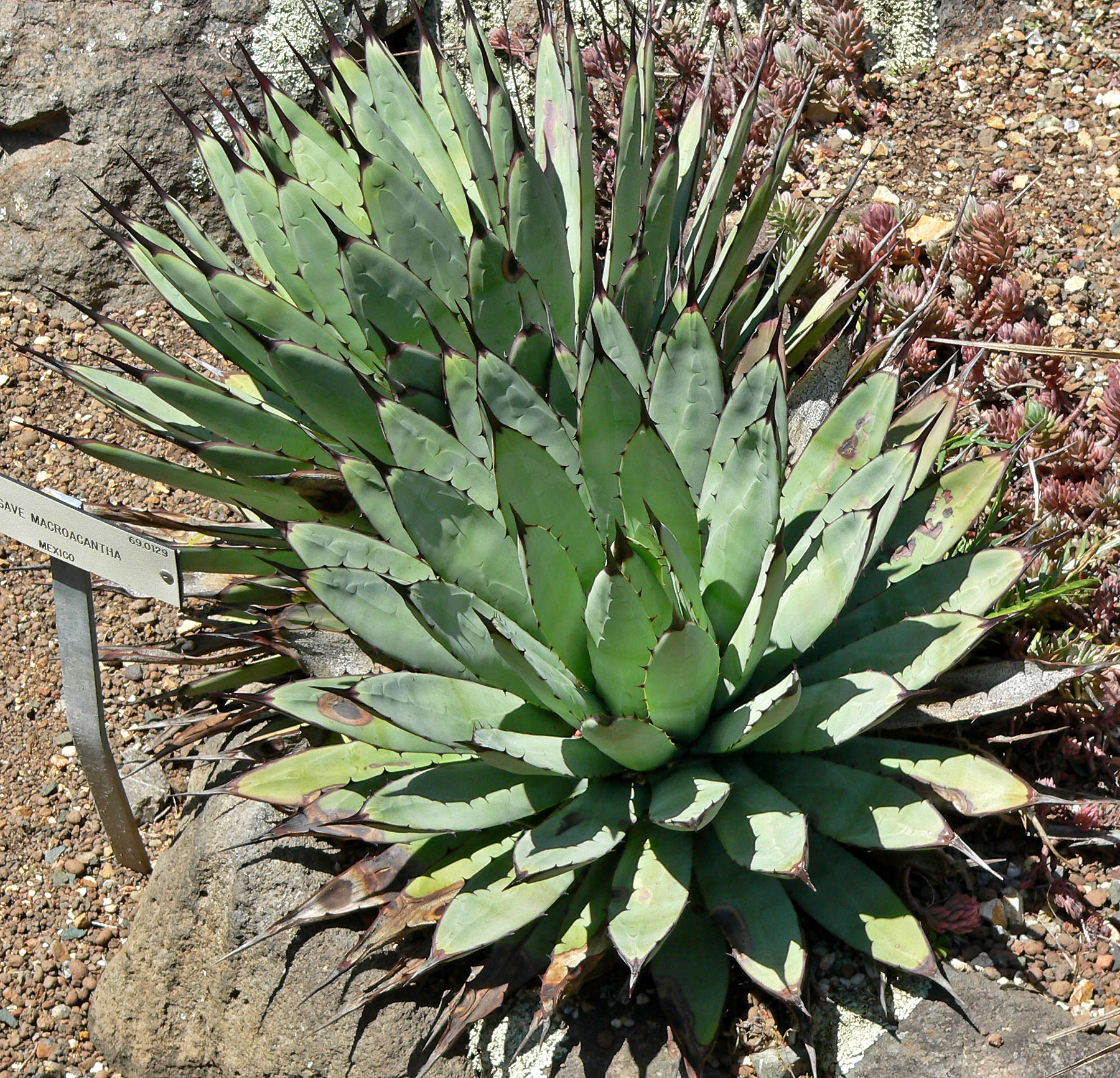
Agave macroacantha
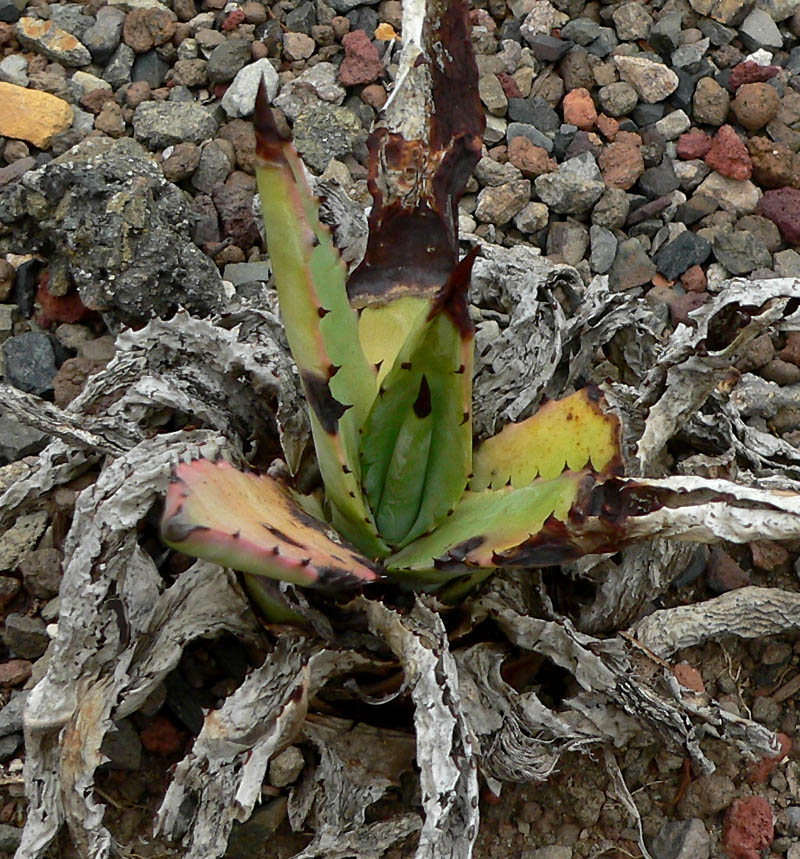
Agave mckelveyana
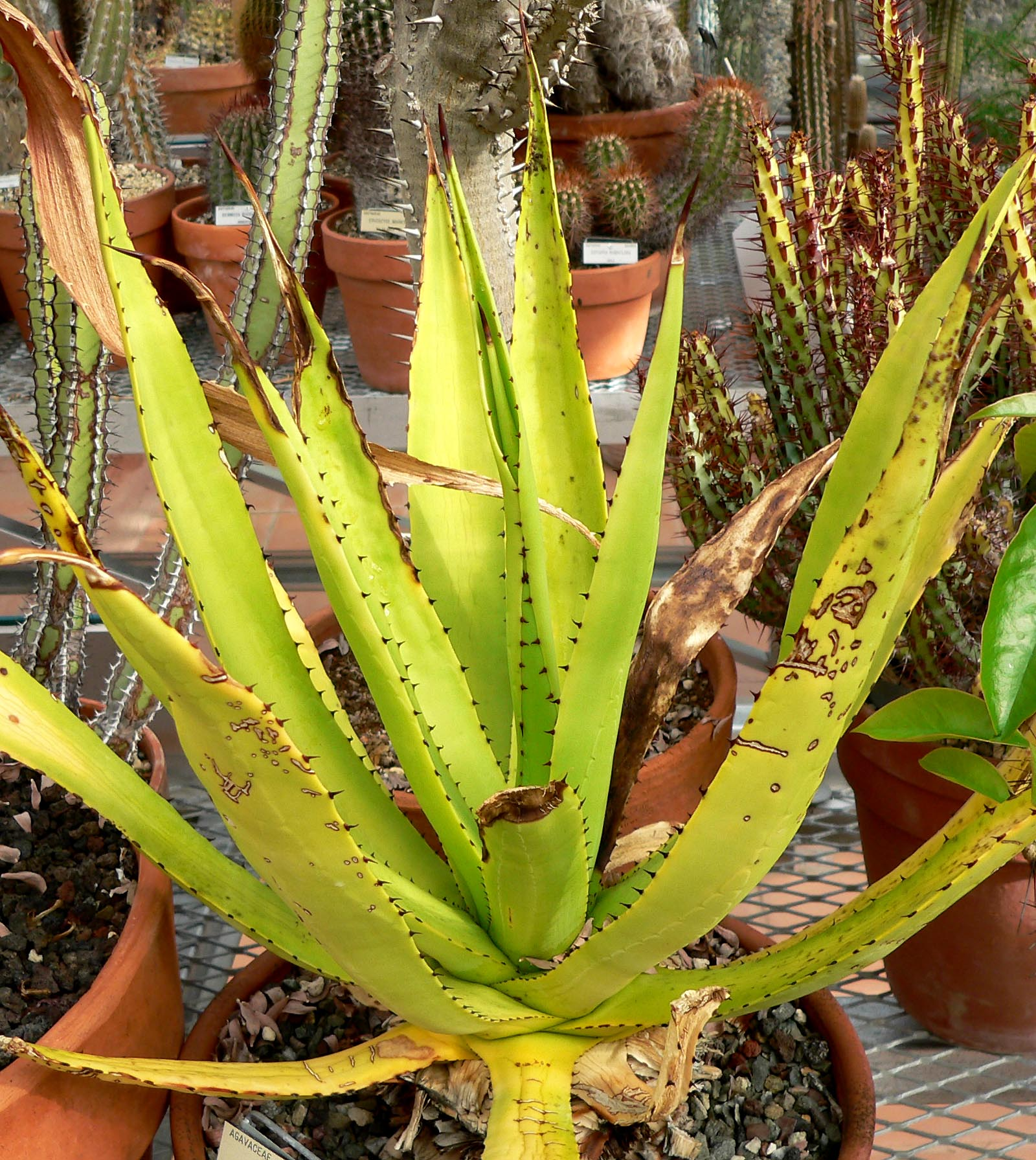
Agave missionum
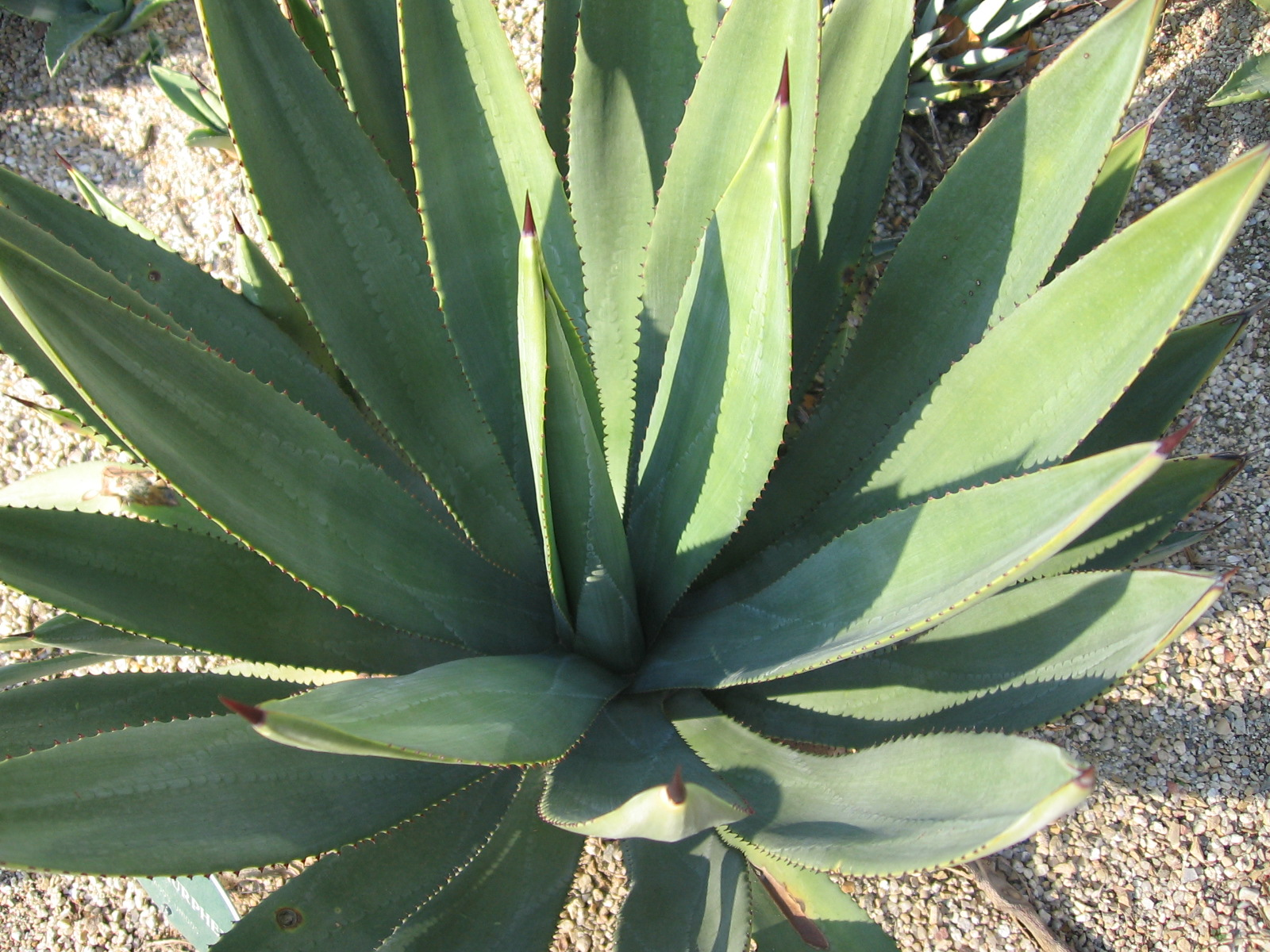
Agave murpheyi
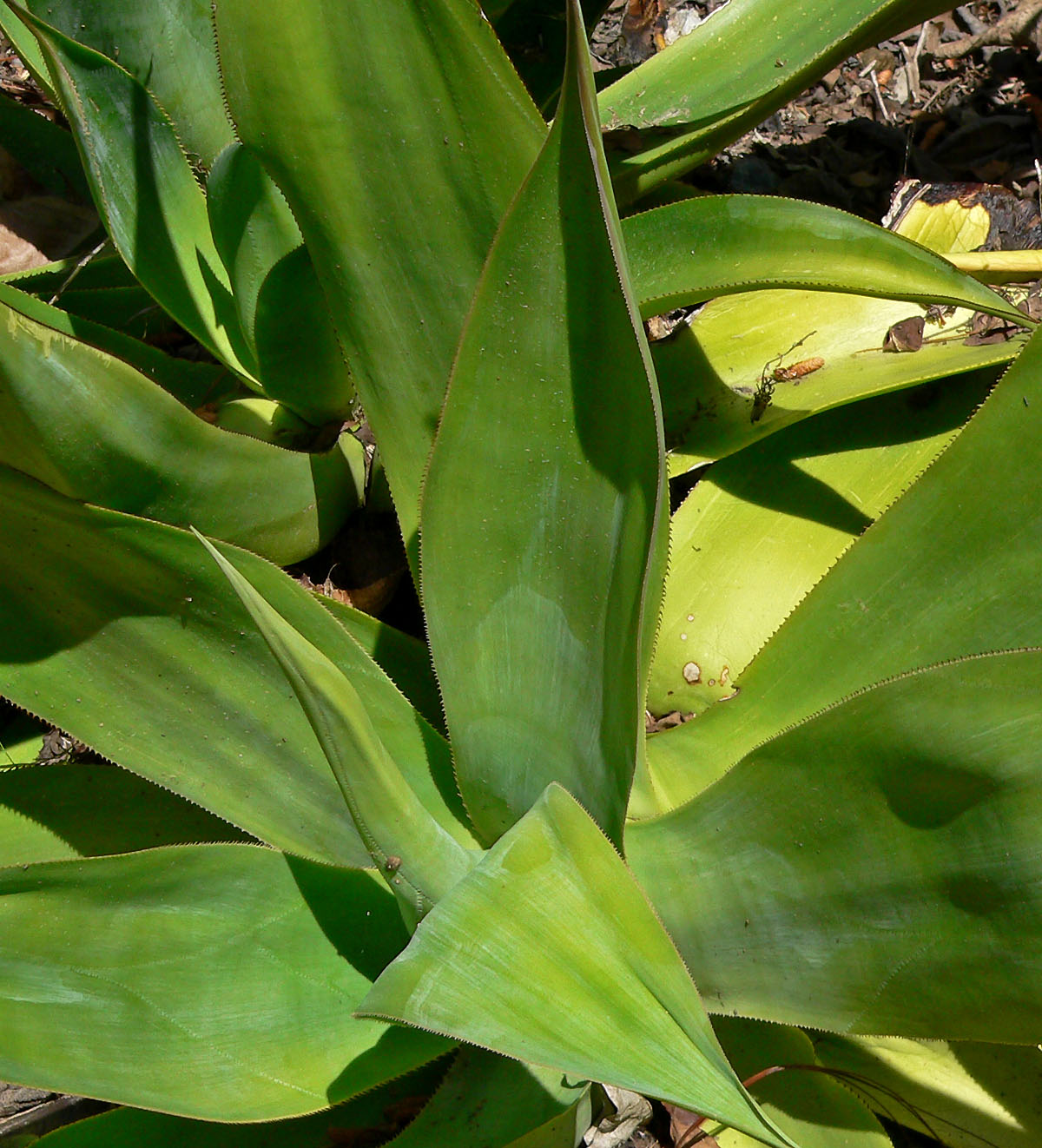
Agave obscura
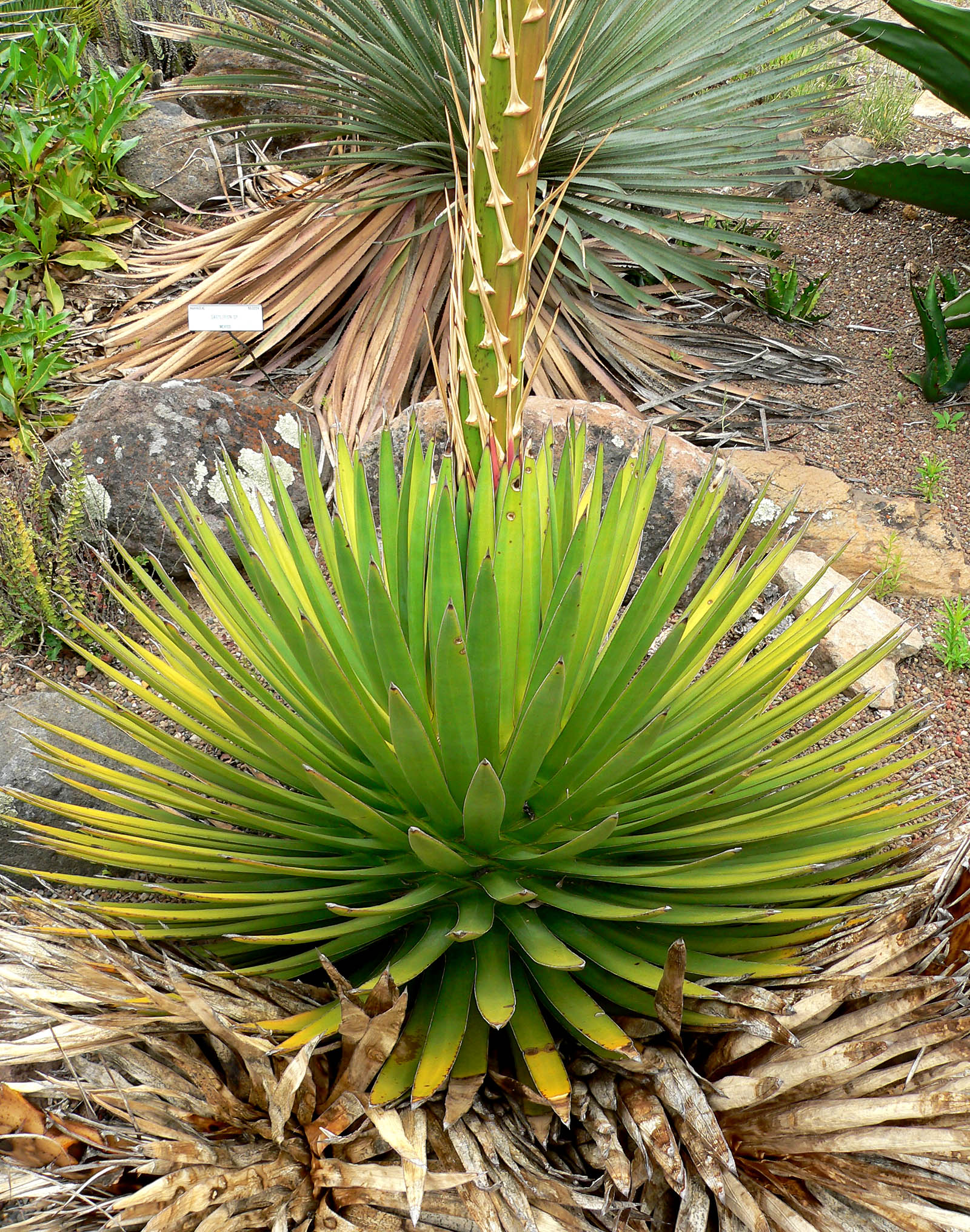
Agave ocahui
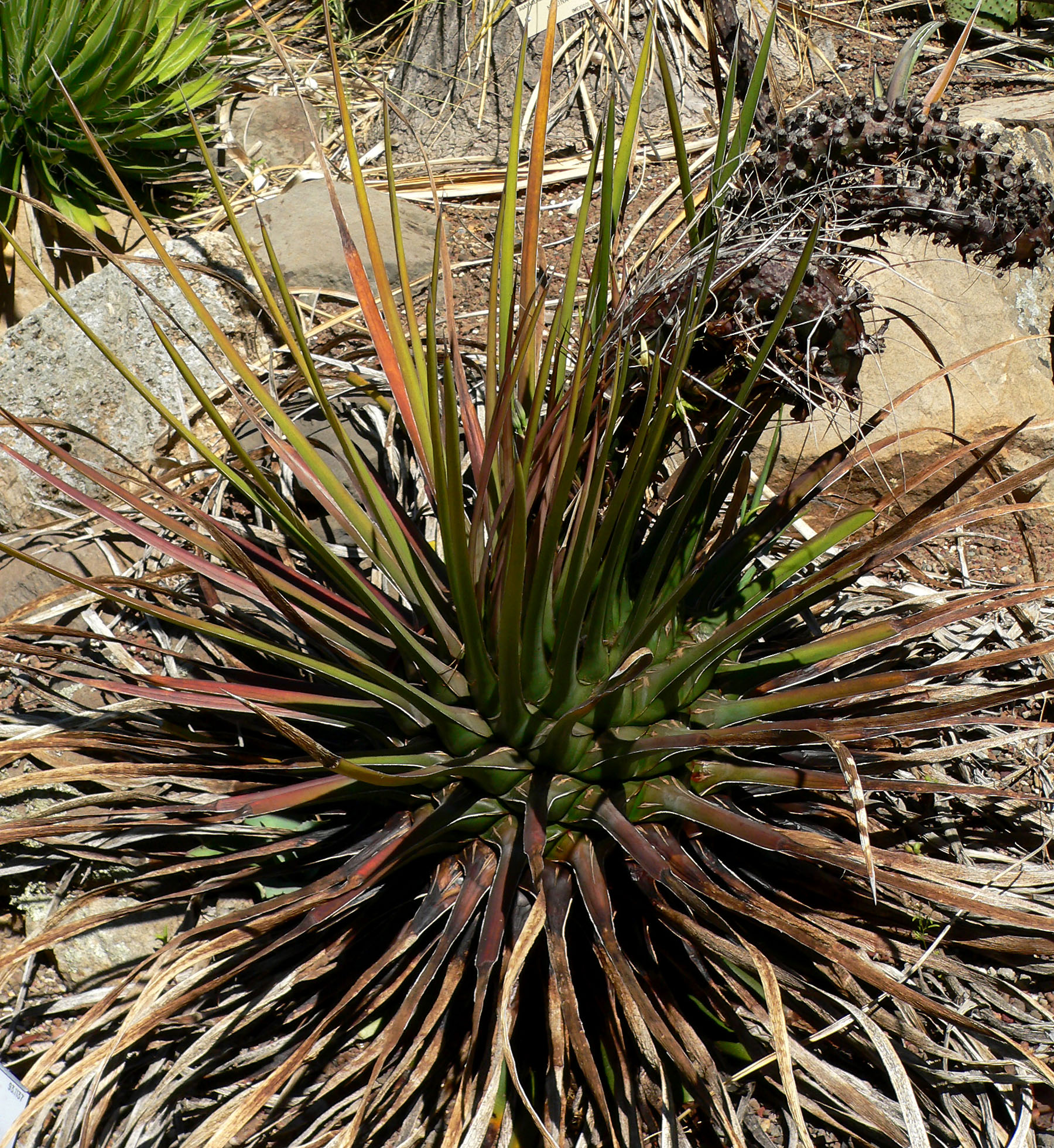
Agave ornithobroma
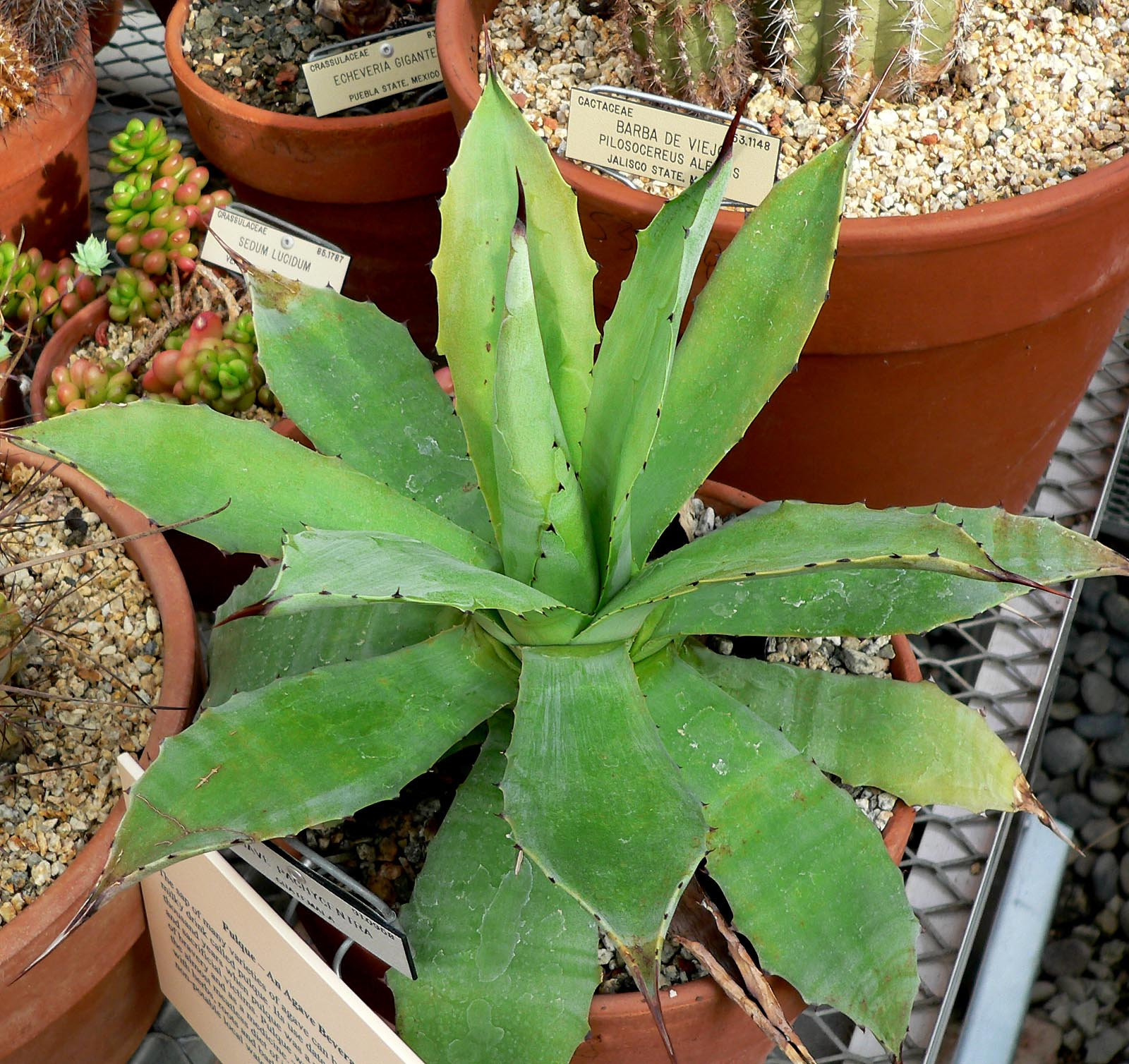
Agave pachycentra
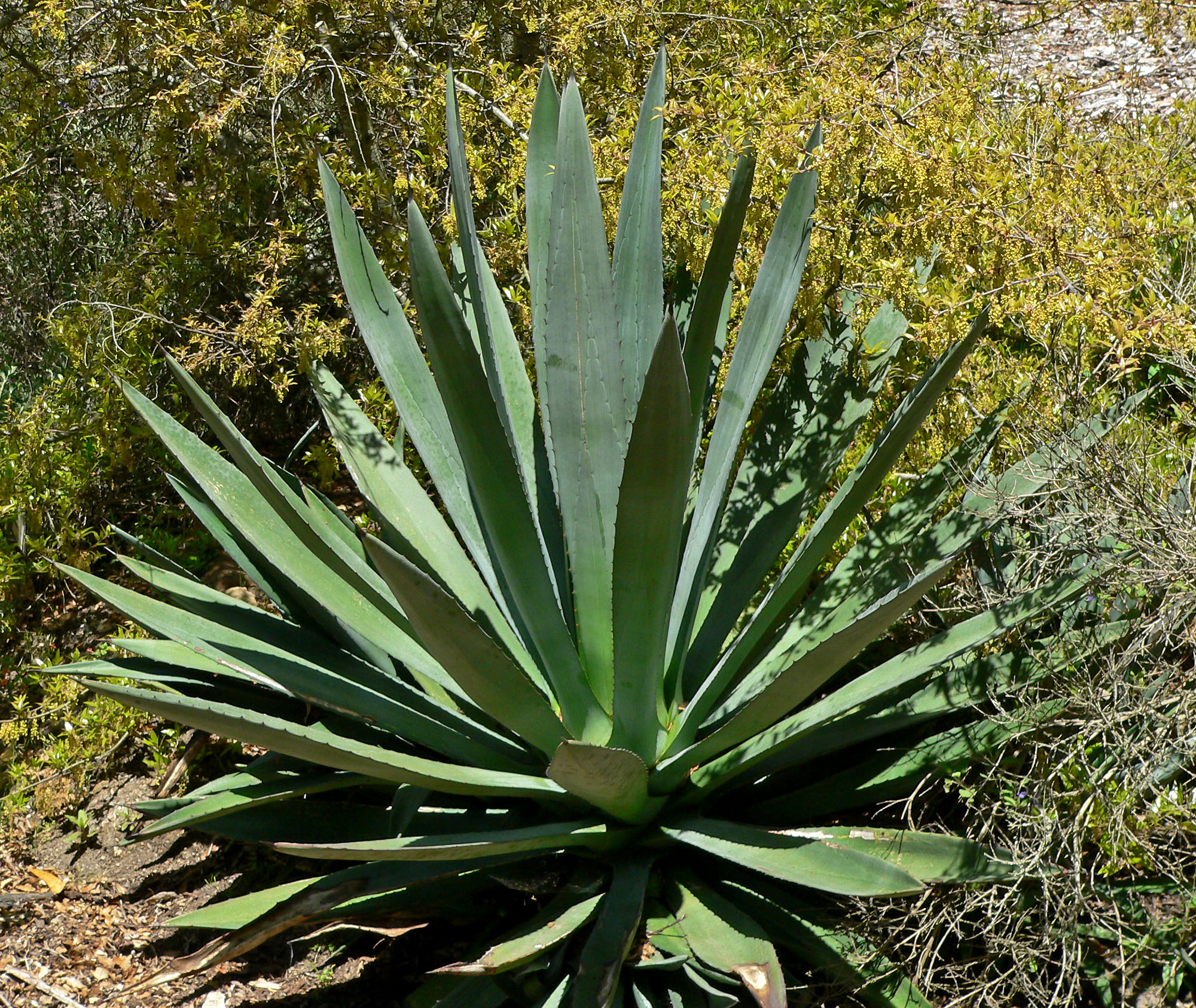
Agave pacifica
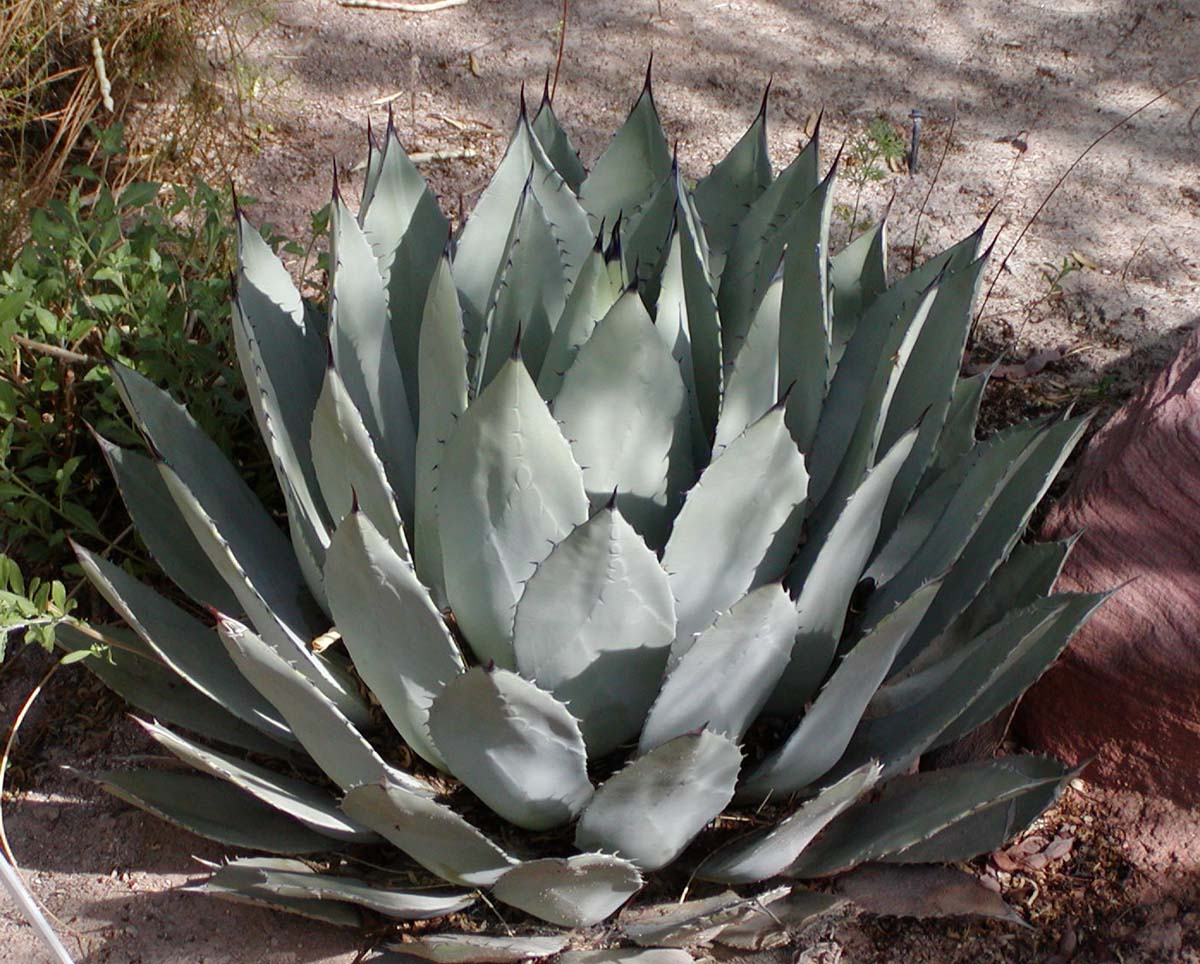
Agave palmeri
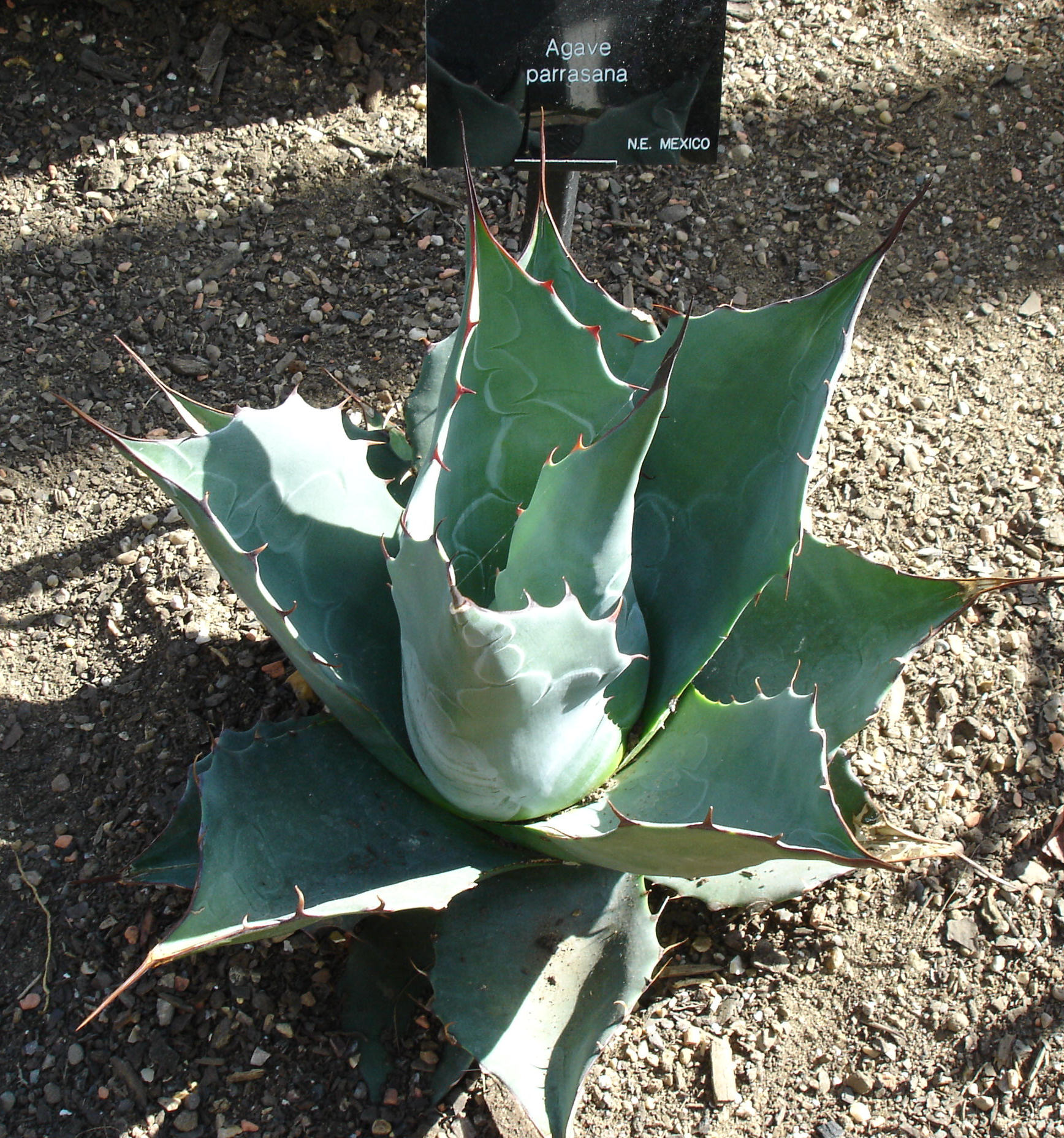
Agave parrasana
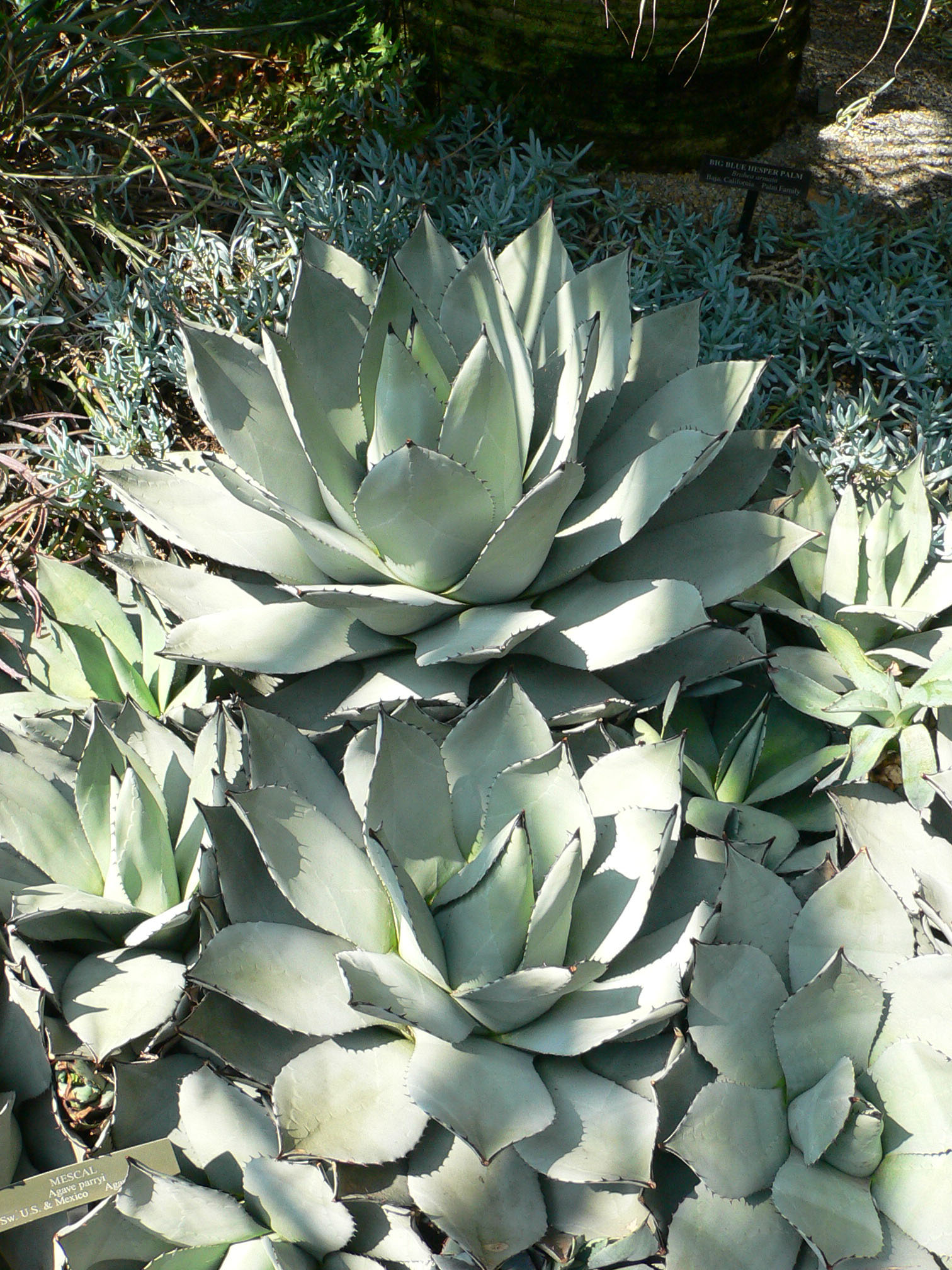
Agave parryi
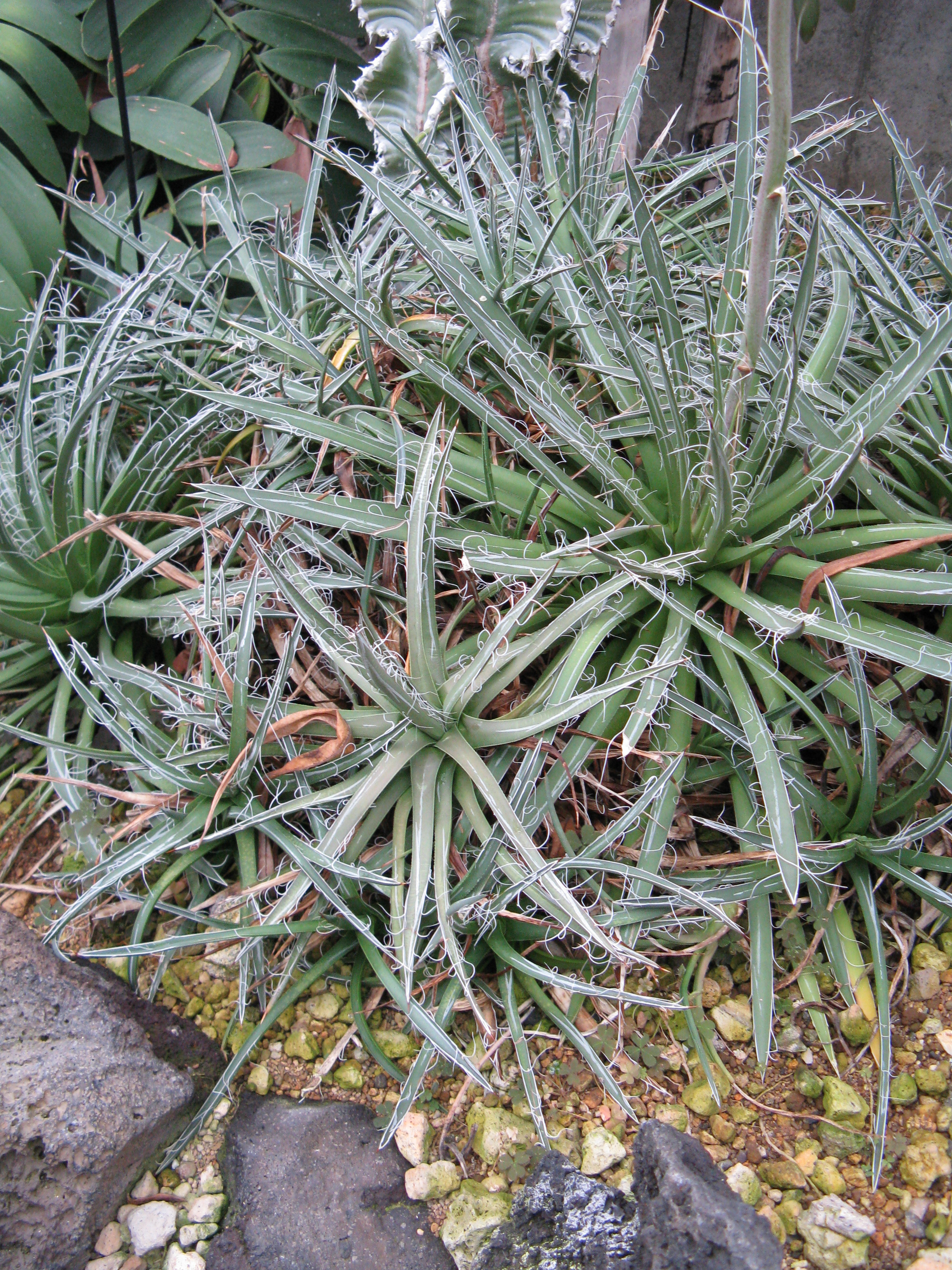
Agave parviflora
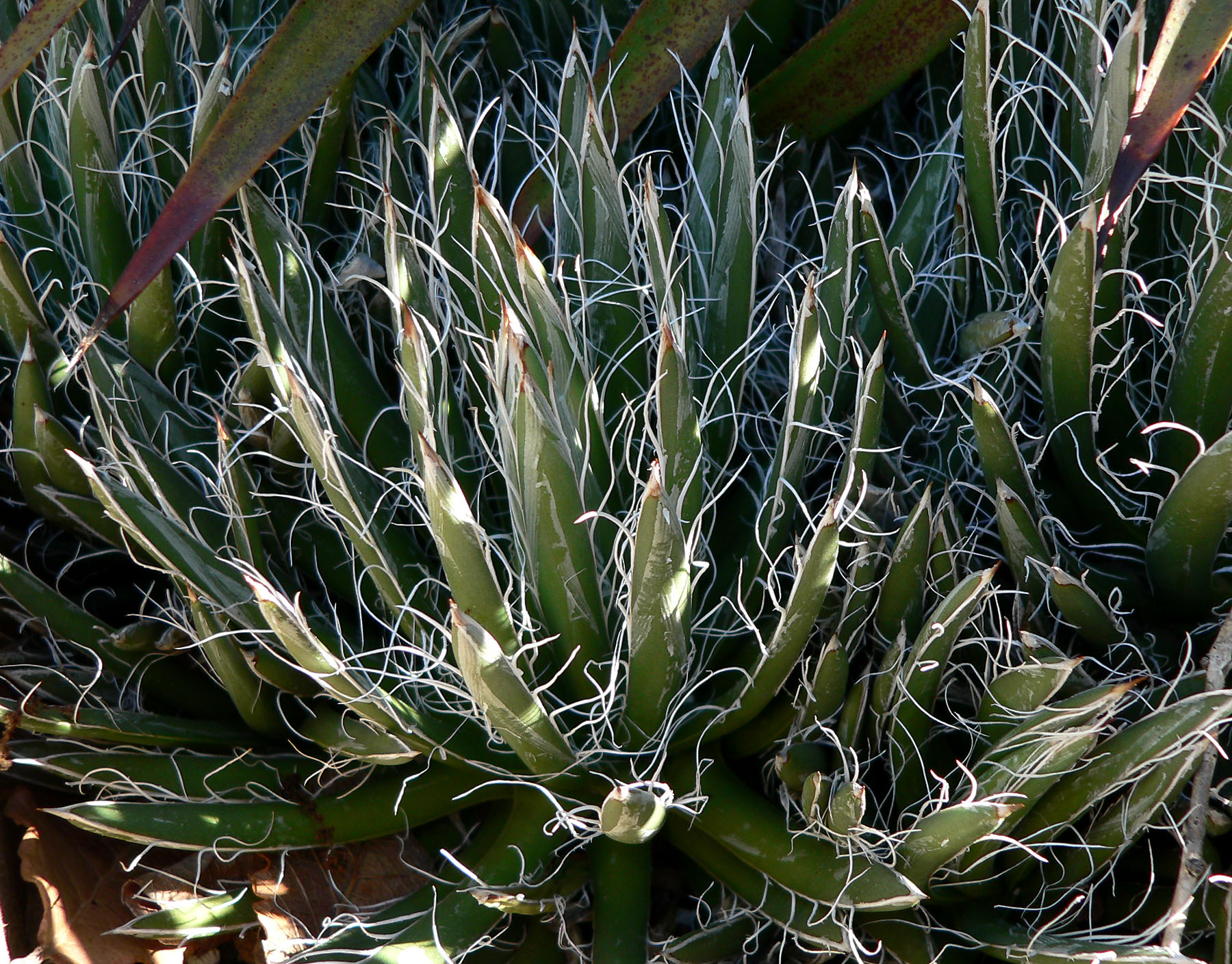
Agave polianthiflora
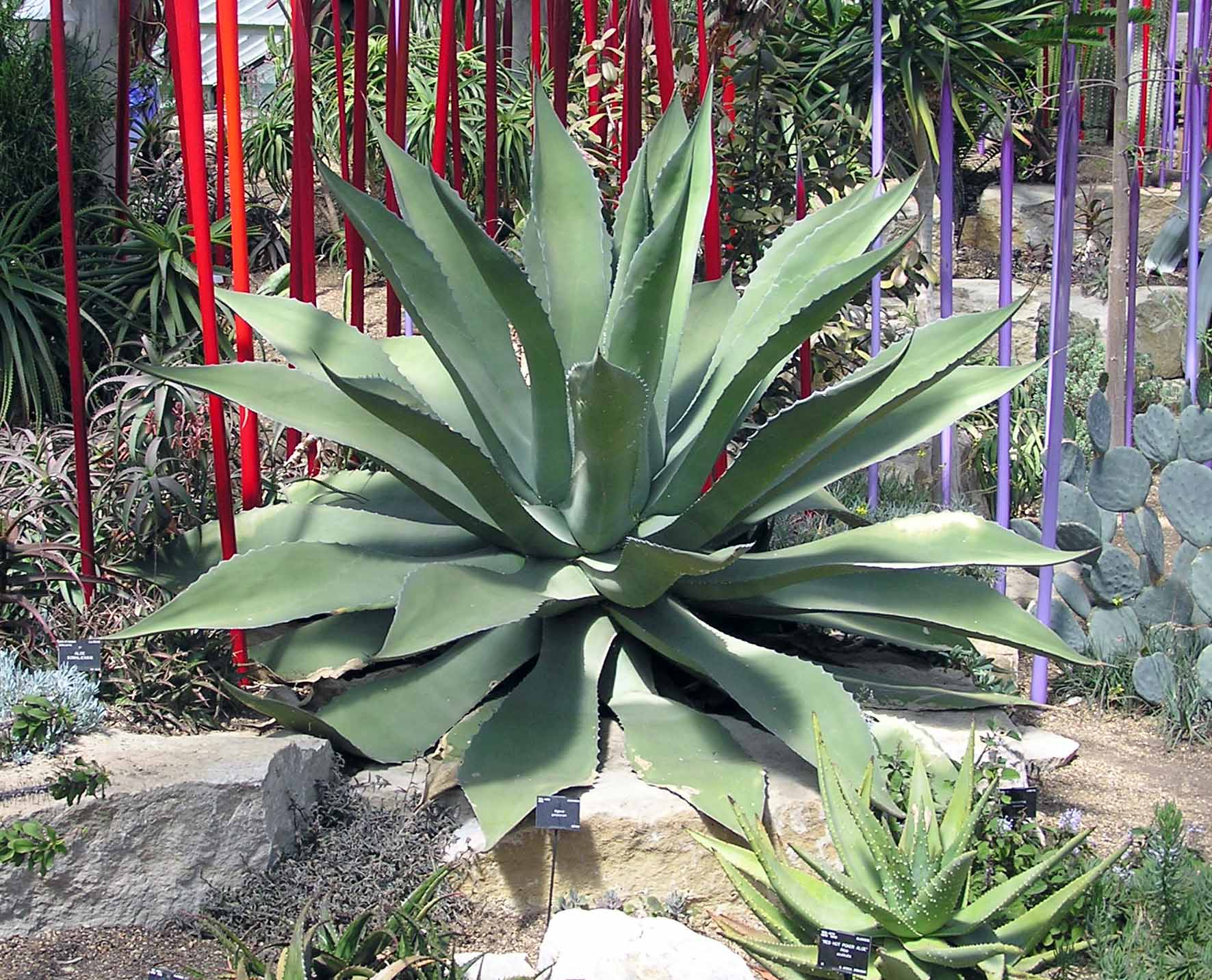
Agave potatorum
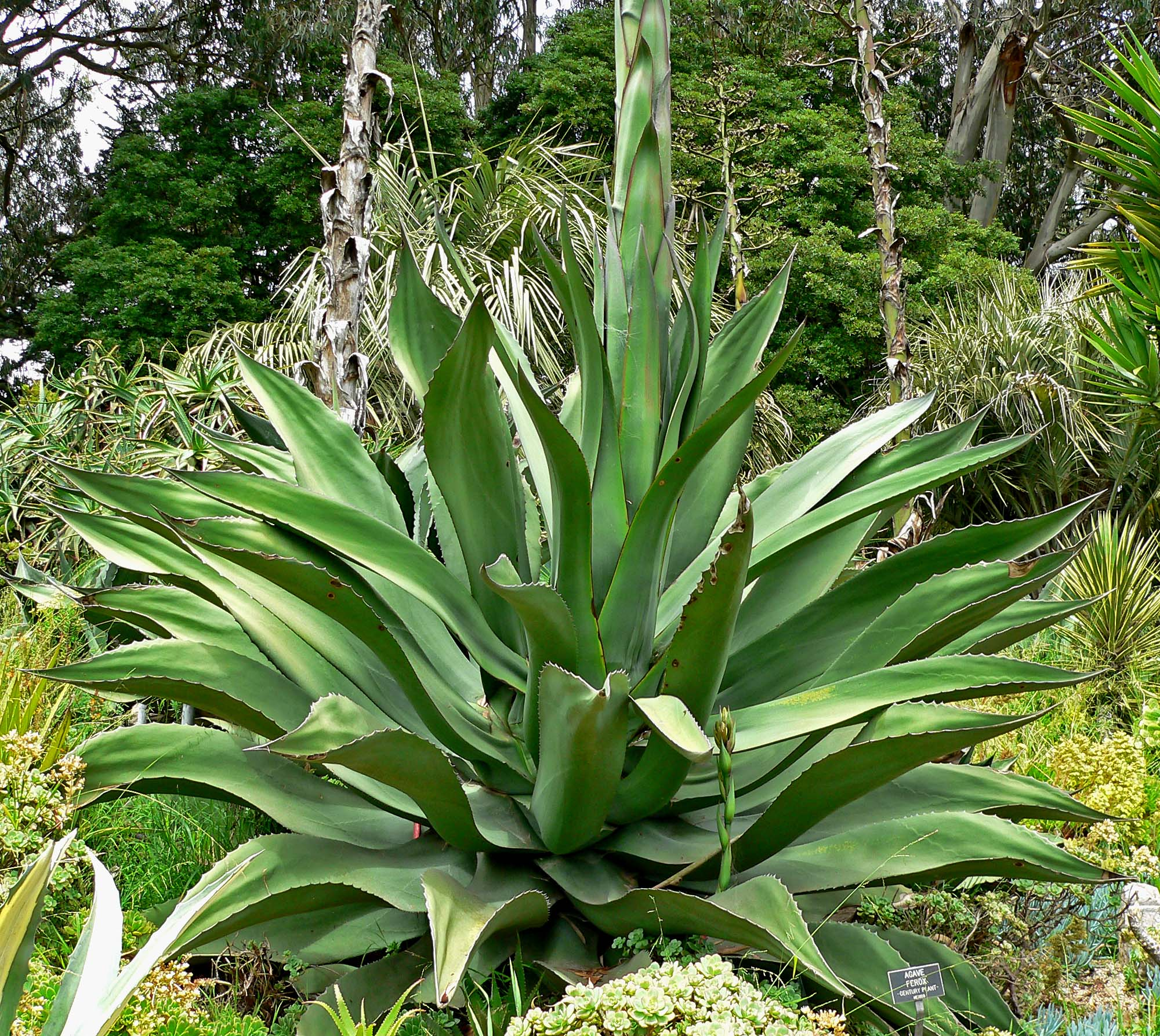
Agave salmiana
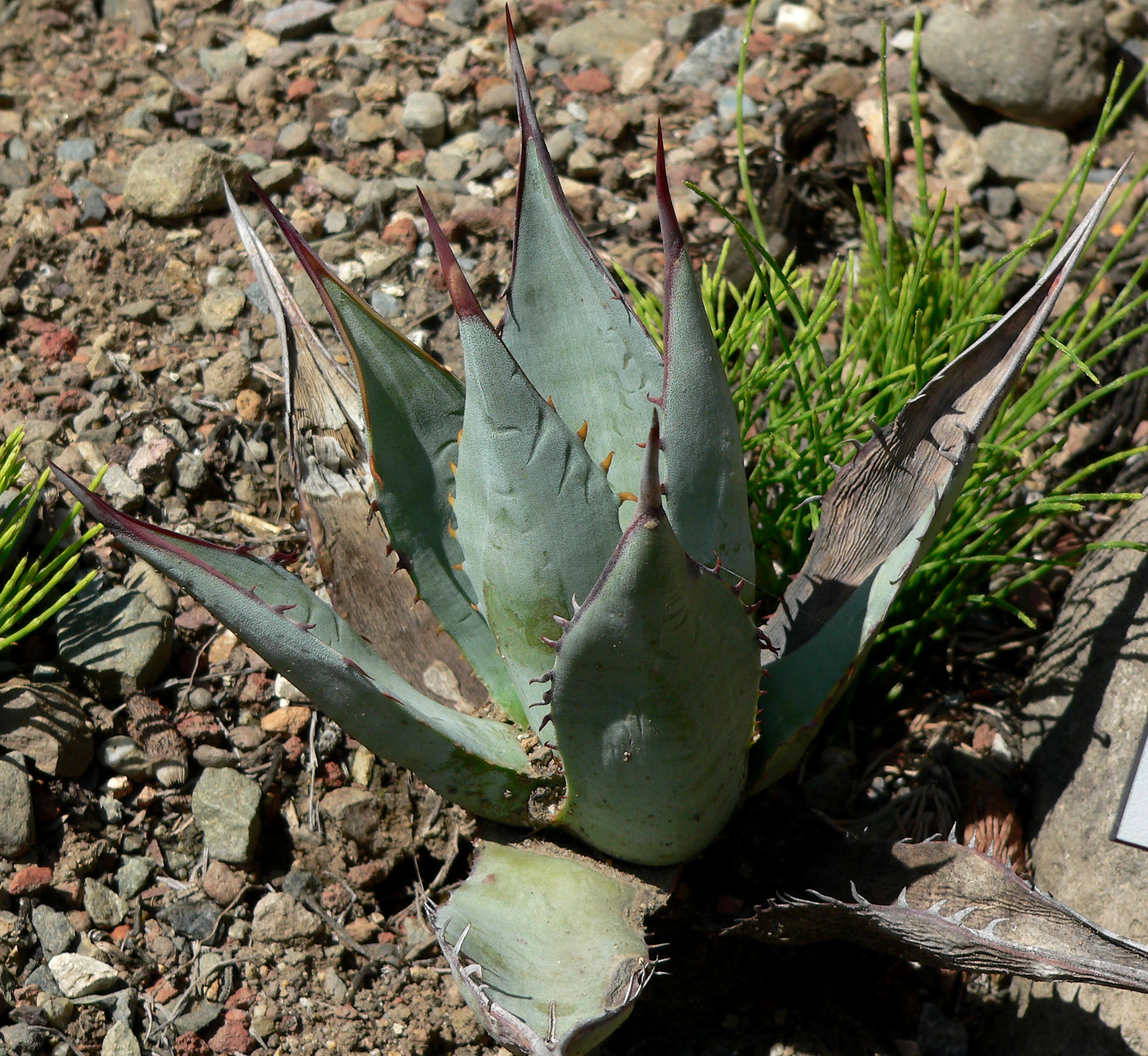
Agave sebastiana
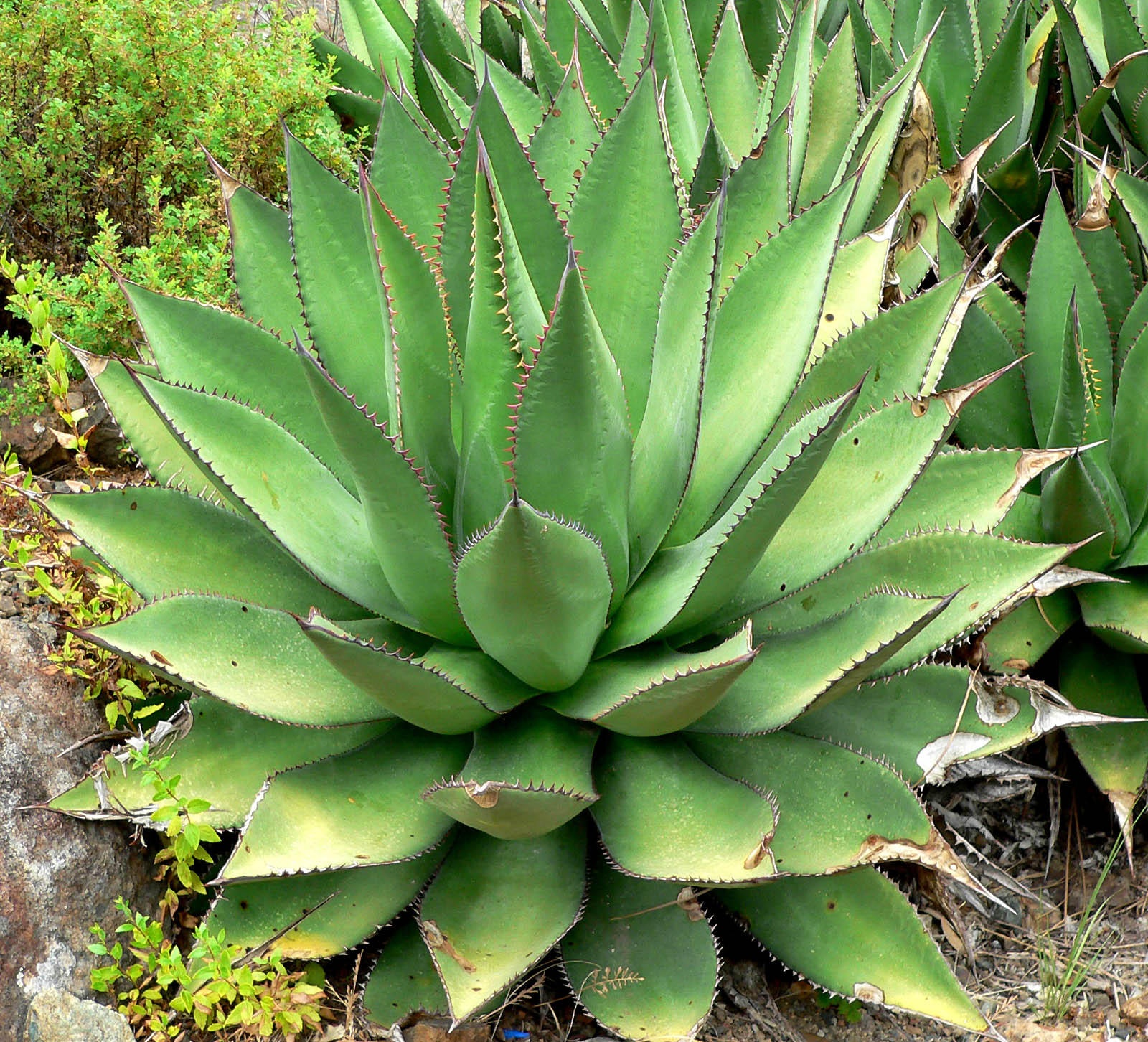
Agave shawii
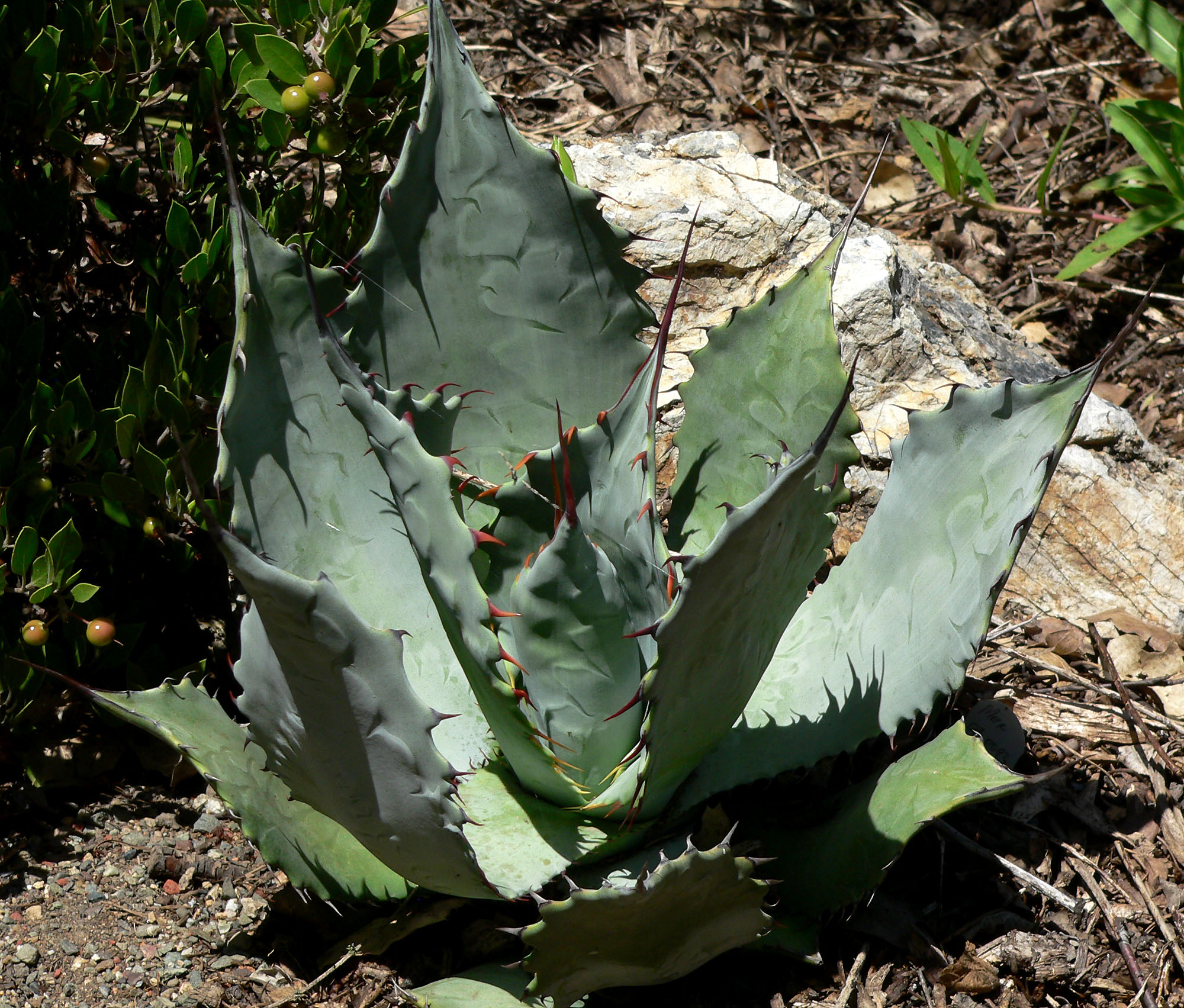
Agave shrevei
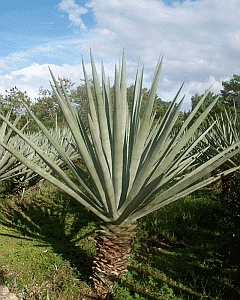
Agave sisalana
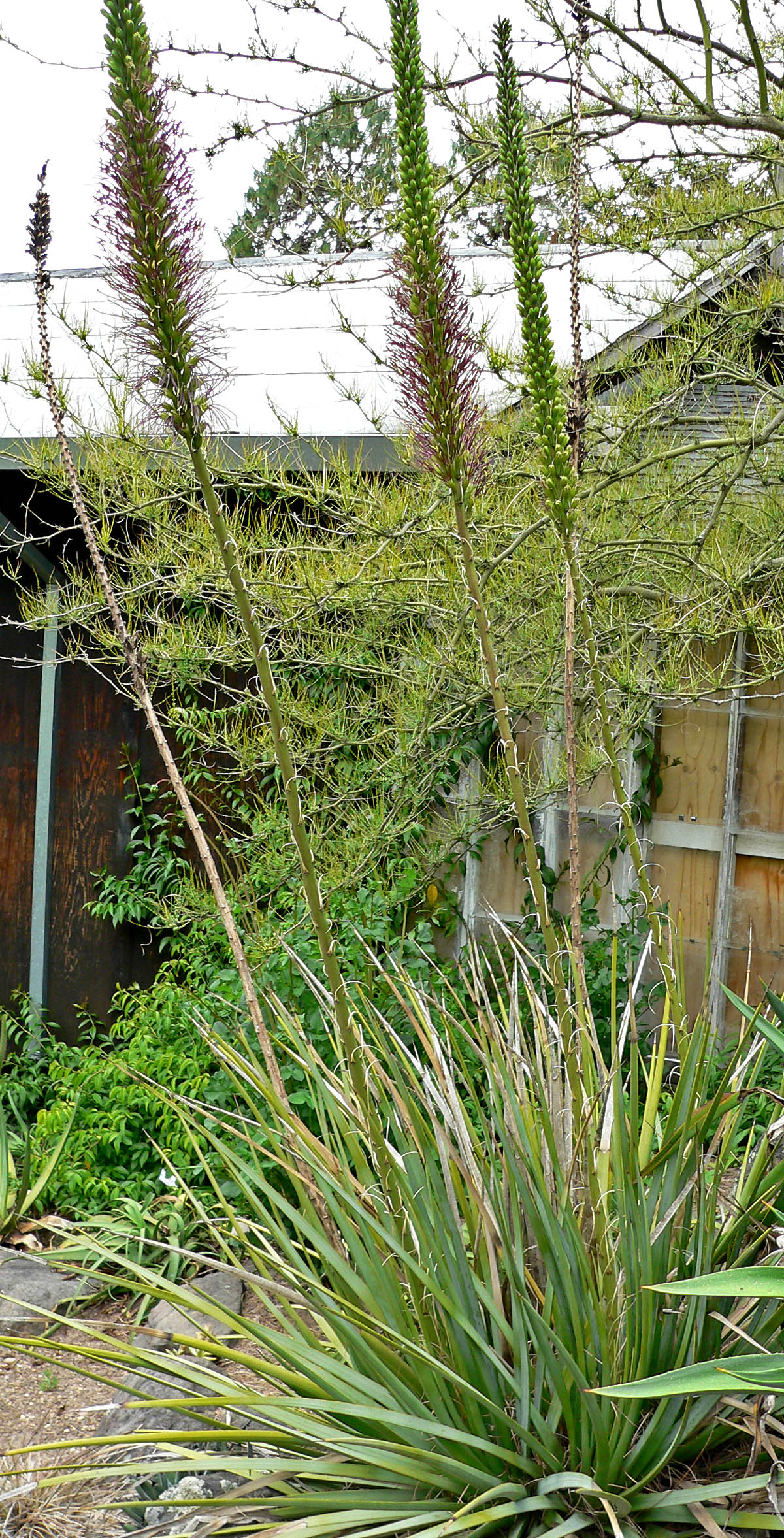
Agave striata
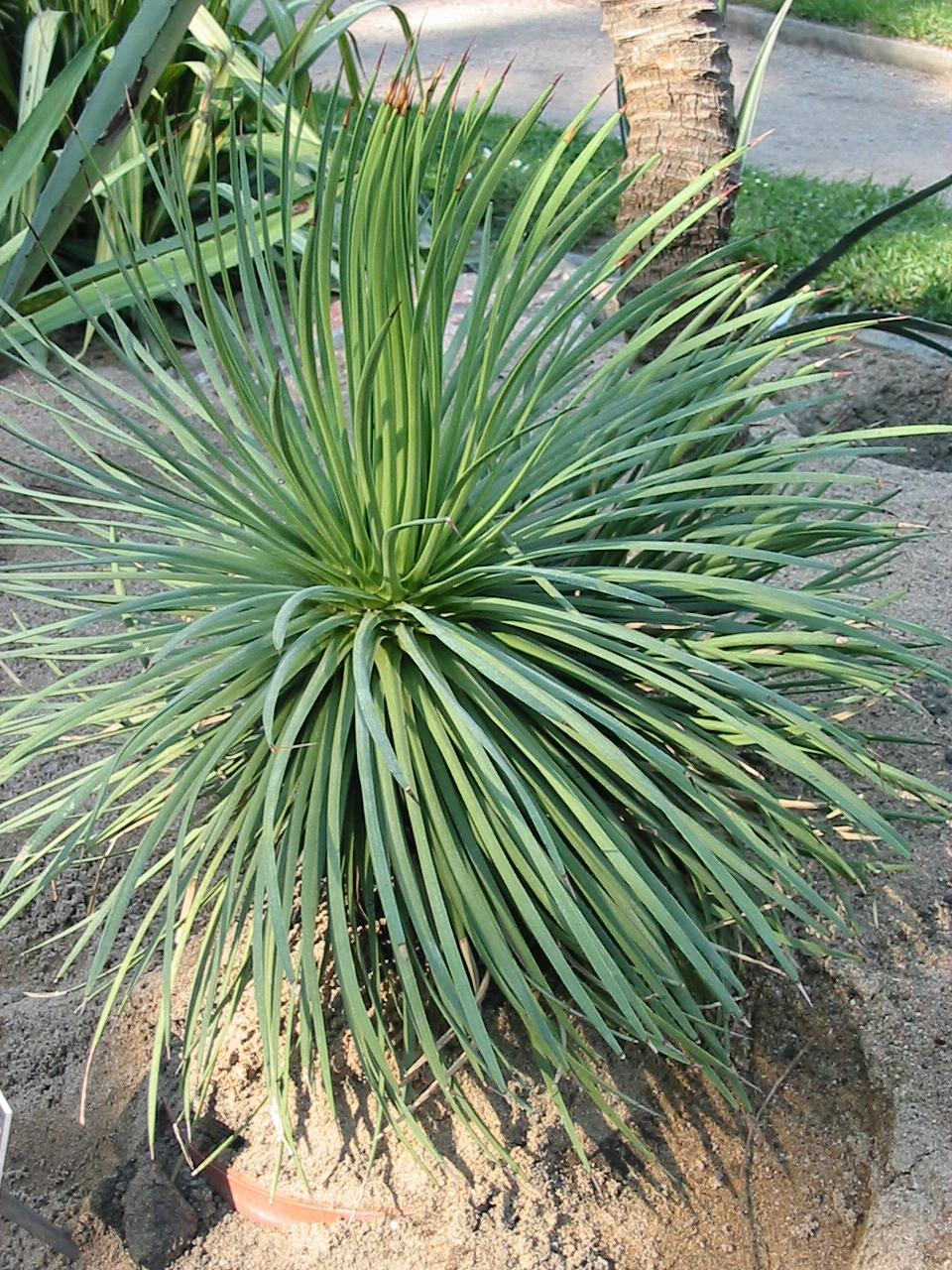
Agave stricta
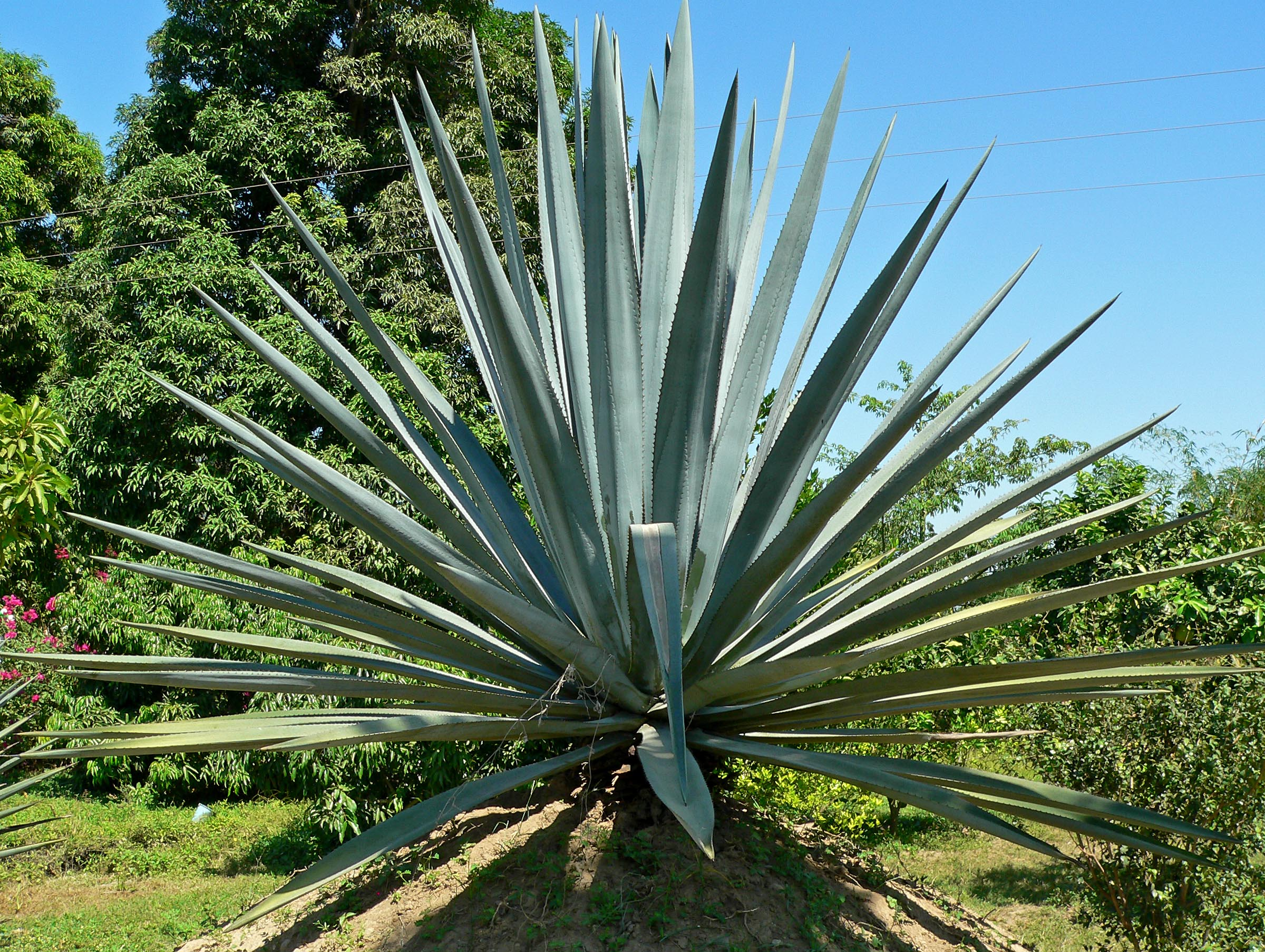
Agave tequilana
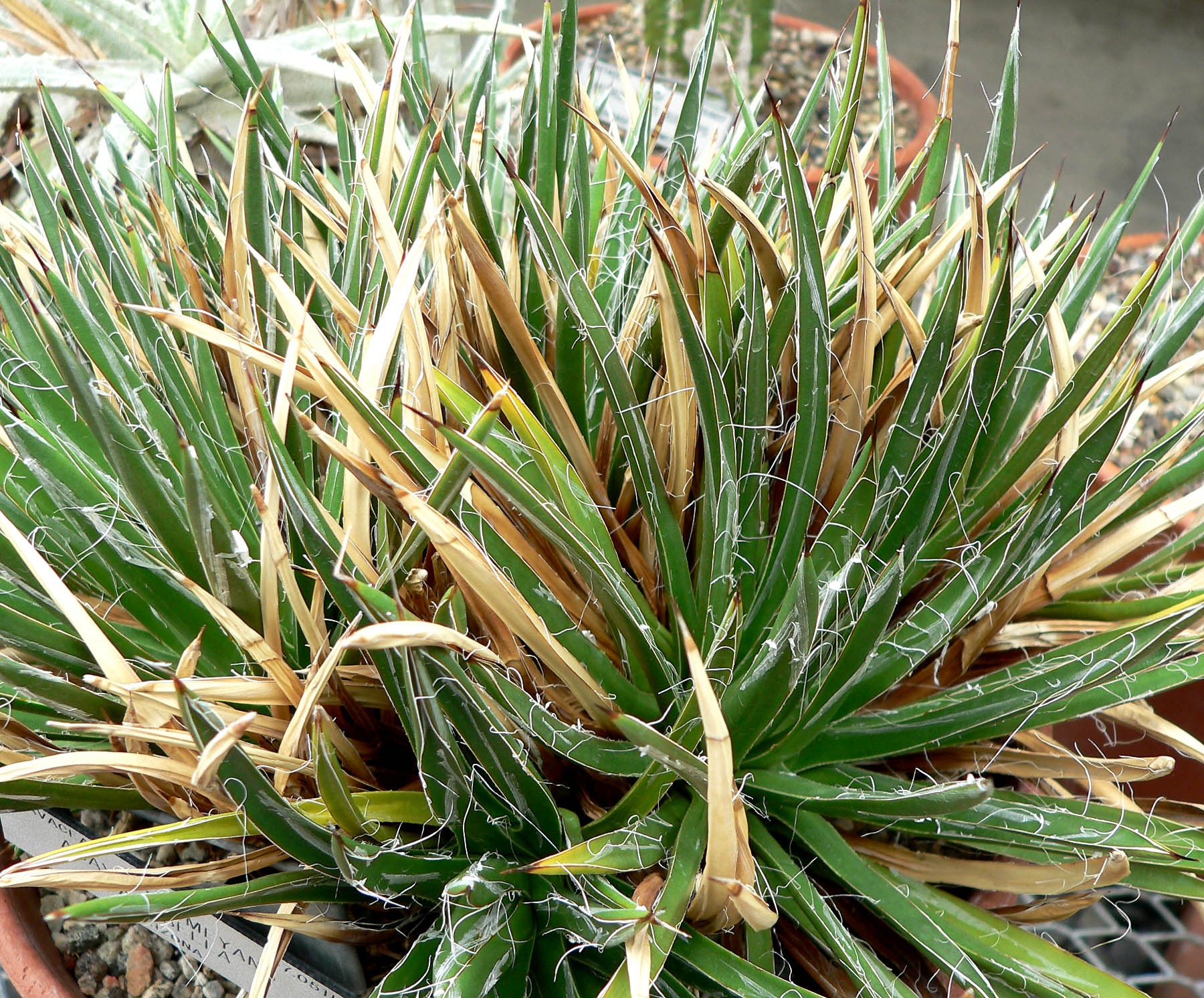
Agave toumeyana
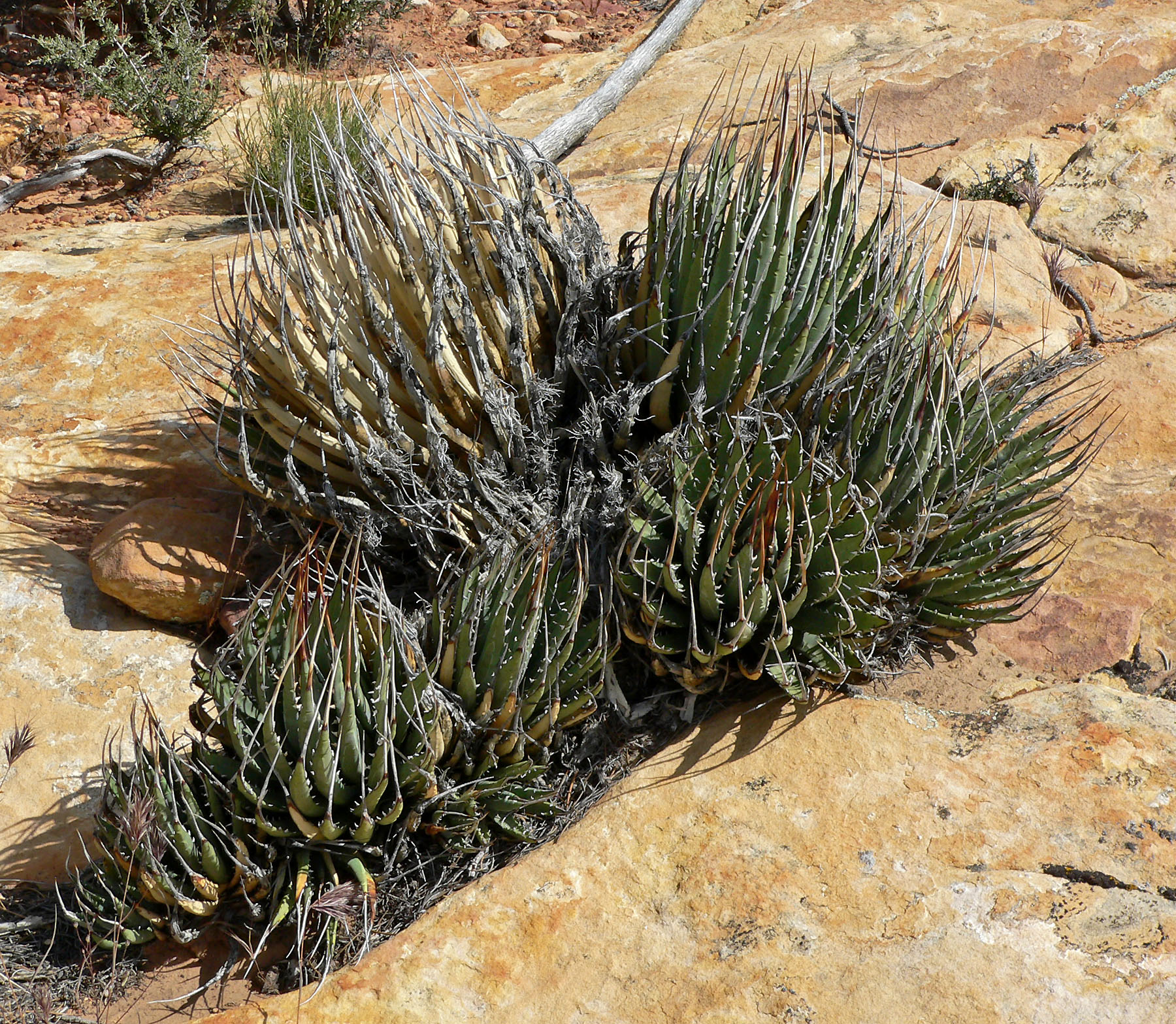
Agave utahensis
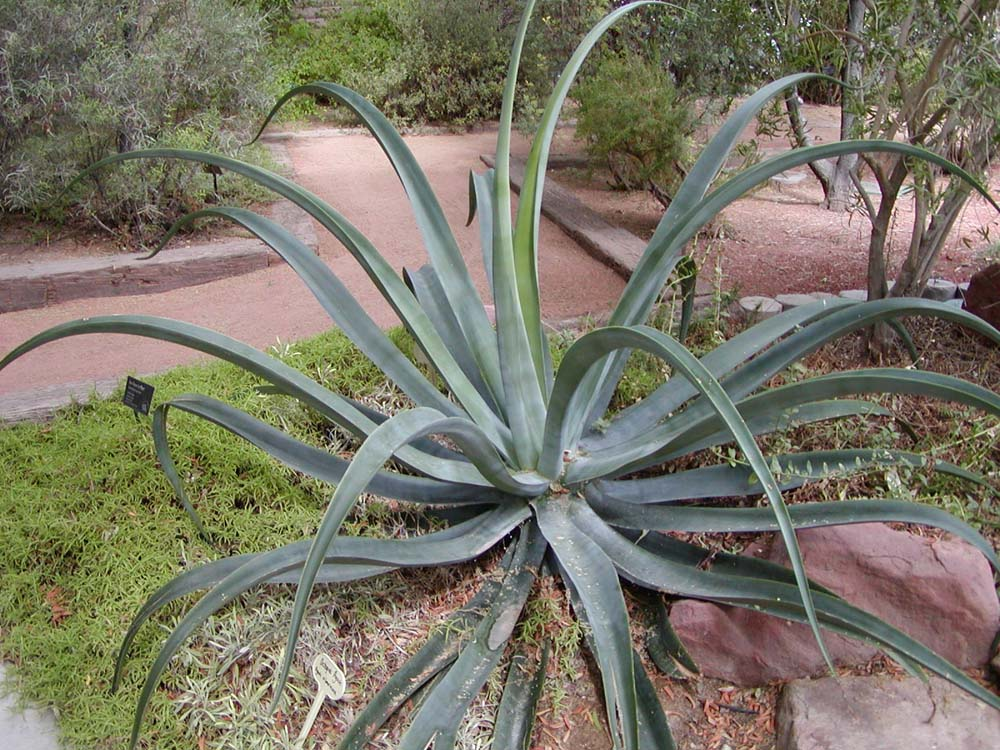
Agave vilmoriniana
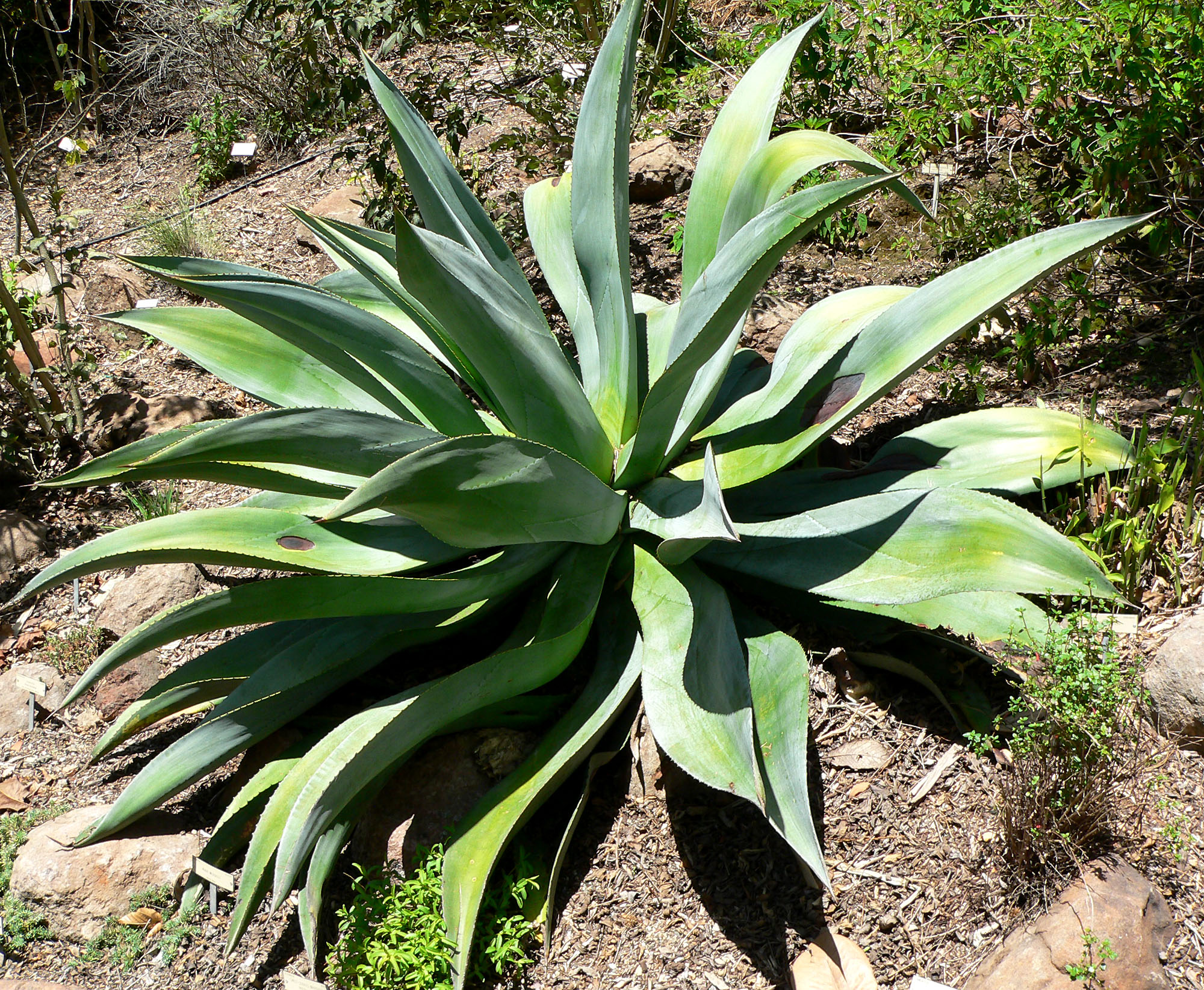
Agave wercklei
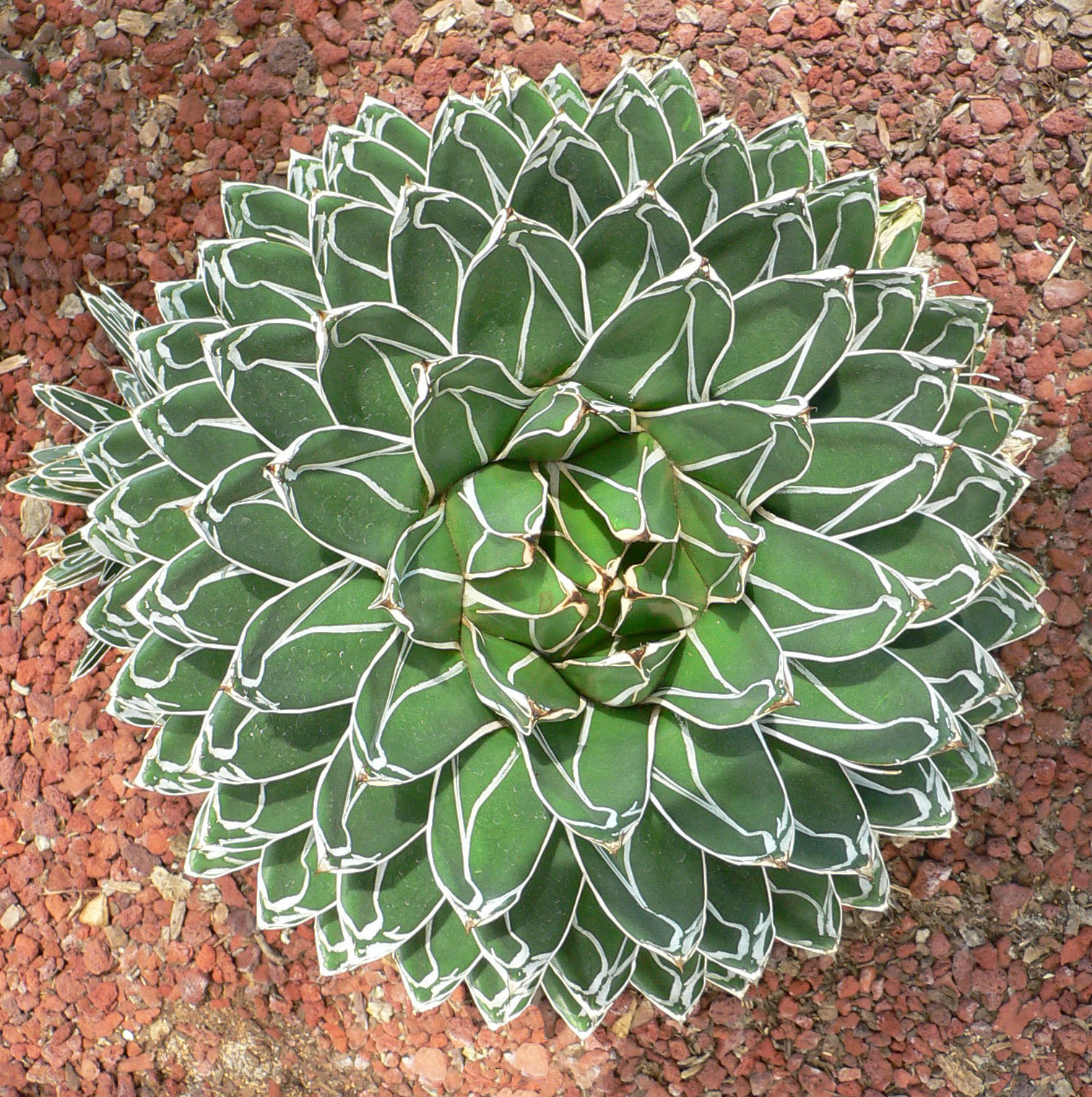
Agave victoriae-reginae
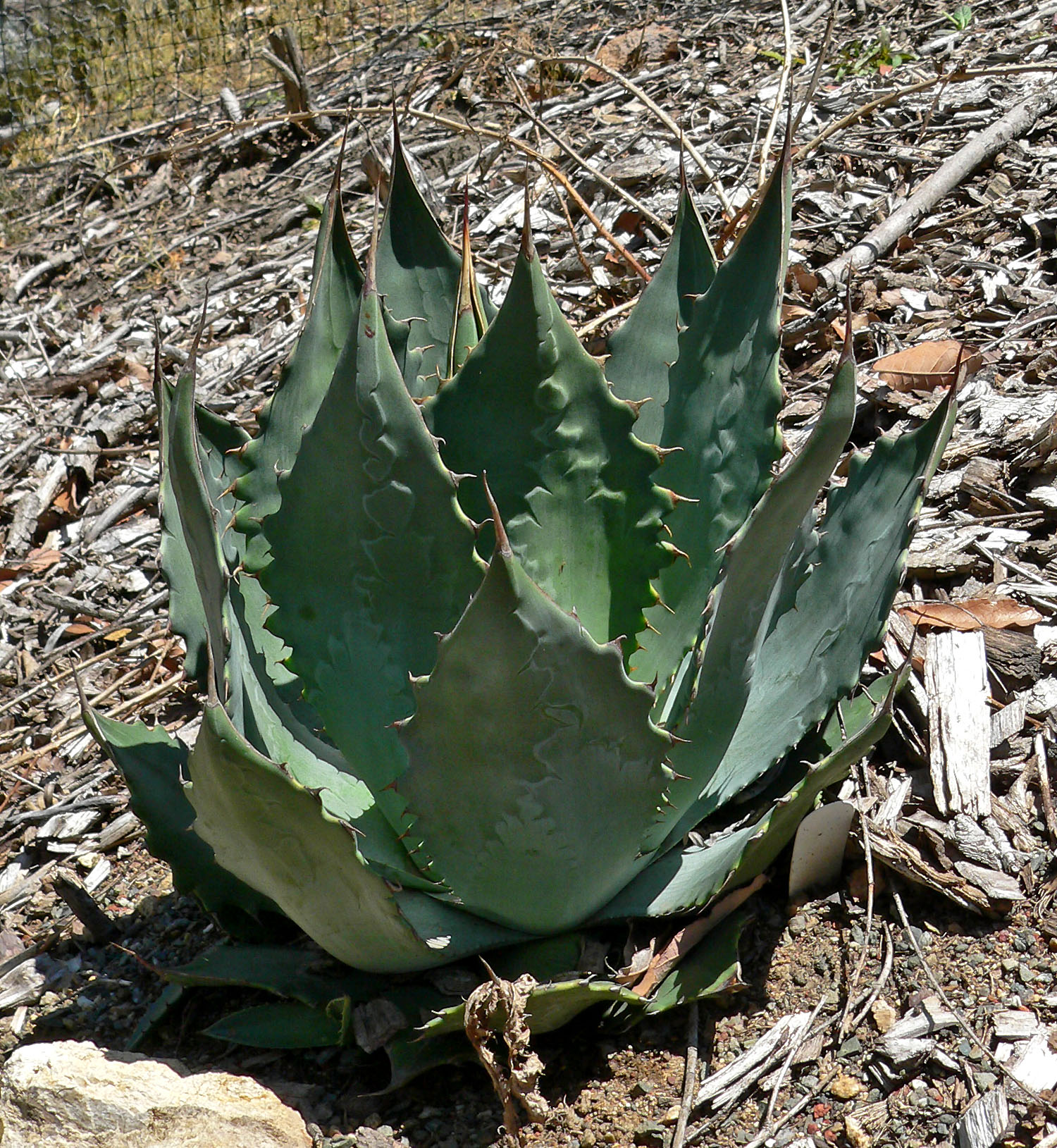
Agave wocomahi
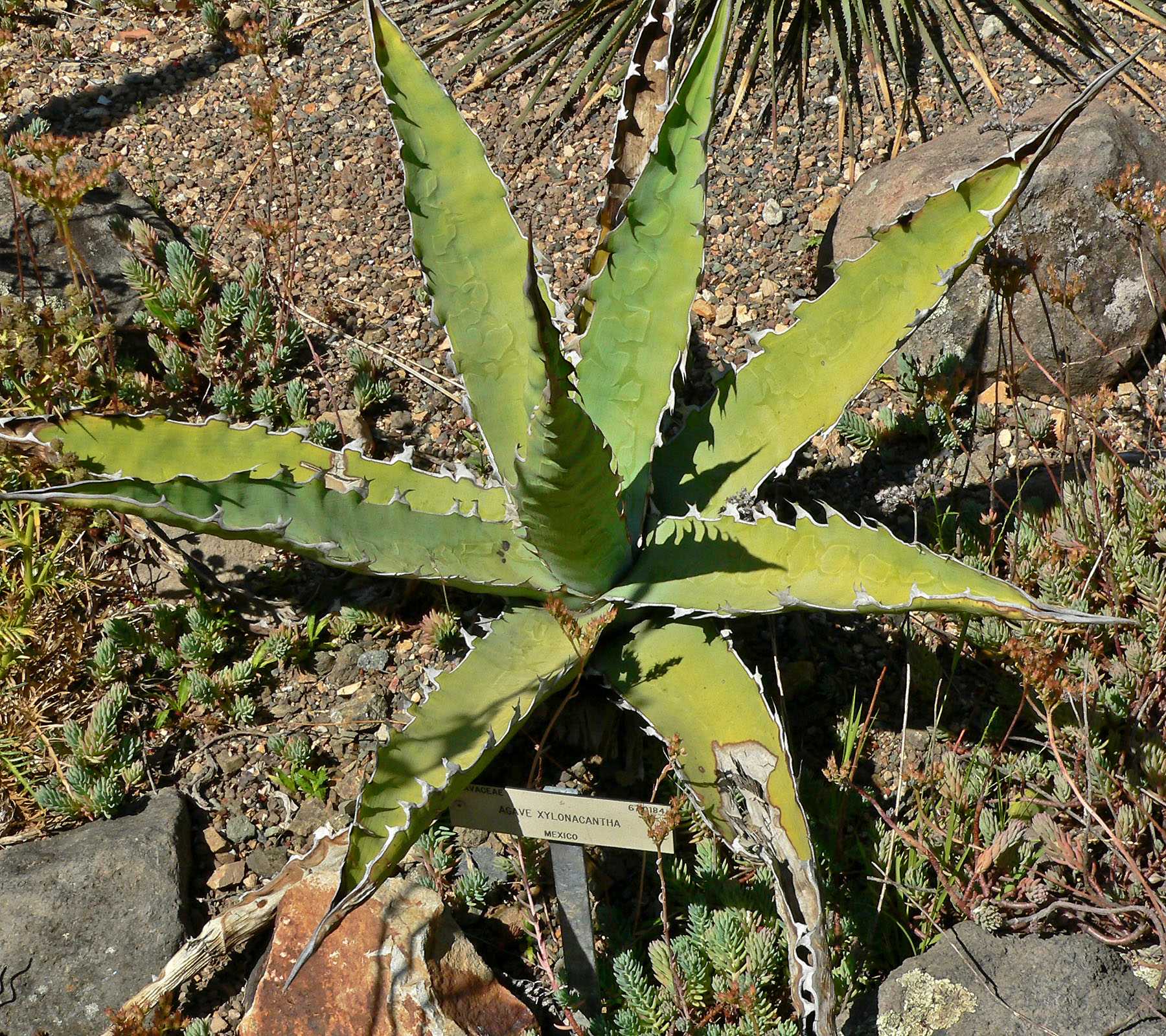
Agave xylonacantha
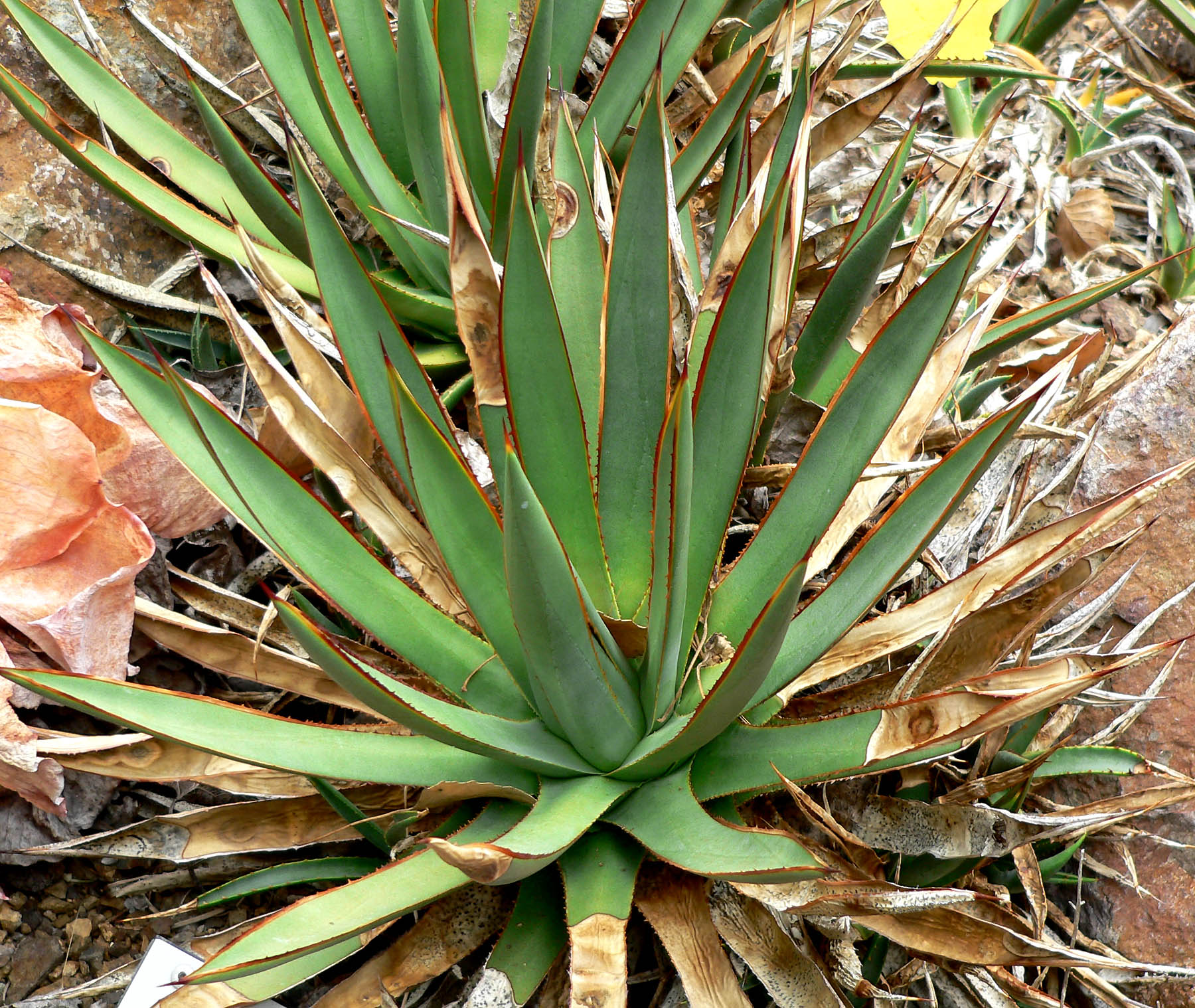
Agave ×arizonica